# Église Notre-Dame-et-Saint-Eugène de Deuil-la-Barre
L'église Notre-Dame-et-Saint-Eugène est une église catholique paroissiale située à Deuil-La Barre, en France. Ses origines remontent à la fin de l'époque mérovingienne, quand l'église de Deuil est un lieu de pèlerinage grâce aux miracles qui se produisent près de la tombe de saint Eugène qu'elle abrite. Un premier oratoire avait même été édifié vers le début du Ve siècle. Mais rien de ces premiers lieux de culte ne subsiste, et avec le départ des reliques de son saint protecteur pour la basilique Saint-Denis vers 850, Deuil quitte la scène de l'histoire jusqu'à ce que son église soit donnée à l'abbaye Saint-Florent de Saumur en 1066. Un prieuré est alors fondé à Deuil, et la construction de l'église romane actuelle est lancée. Elle commence par l'abside, qui ne subsiste plus, et se termine par la nef au début du XIIe siècle. La consolidation de la croisée du transept vers 1135 donne l'occasion d'installer quatre chapiteaux historiés, qui, avec un cinquième dans la chapelle sud, font la célébrité de l'église. Ils marquent en effet l'apogée de la sculpture romane dans le Val-d'Oise. Vers 1120, l'abside romane est remplacée par un spacieux chœur gothique muni d'un déambulatoire. Il ne se distingue pas par sa hauteur, qui est très modeste, mais par sa beauté et le raffinement de son architecture. C'est aussi l'unique chœur à déambulatoire et sans chapelles rayonnantes qui ne comporte qu'un seul niveau d'élévation. L'extérieur assez insipide de l'église et son clocher néoroman de 1868 ne font pas soupçonner les richesses architecturales de l'intérieur. La chute d'une V2 en août 1944 a partiellement détruit l'église, mais elle a été patiemment reconstruite à partir de ses débris, et la catastrophe ne laisse plus de trace. Après sa reconstruction, l'église a de nouveau été classée monument historique par arrêté du 4 octobre 1962.

## Localisation
L'église Notre-Dame-et-Saint-Eugène se situe en France, dans le département du Val-d'Oise, sur la commune de Deuil-La Barre. Elle n'est pas à confondre avec l'église Saint-Louis sur la même commune. La façade occidentale donne sur l'étroite rue de l'Église, où se situe l'entrée. Au sud, à l'est et au nord du chœur, l'église est entourée d'un jardin public, baptisé place des Victimes du V2. Ce parc est délimité au sud par la rue Robert-Camelot et par le parking de la rue Charles-de-Gaulle (RD 311), principale artère du centre-ville de Deuil-la-Barre. Le presbytère se trouve au nord de l'église.

## Histoire

### Les origines

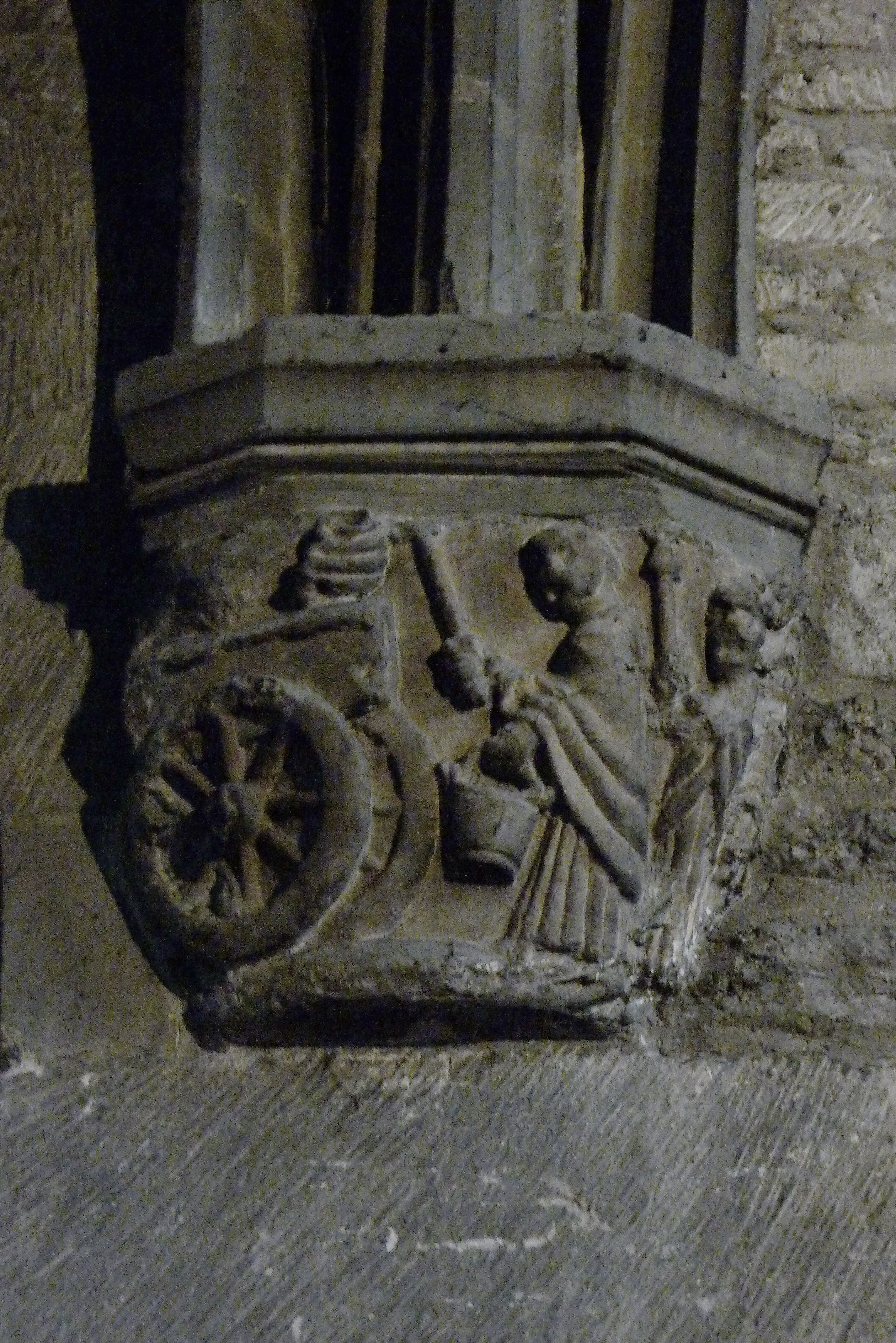
Translation des reliques de saint Eugène, sur un chapiteau des années 1130.

La fondation de la paroisse est étroitement liée aux reliques de saint Eugène, compagnon de saint Denis et évangélisateur martyrisé par les Romains vers 250. Son corps aurait été jeté dans le lac Marchais, au nord-est du village près de Groslay. C'est dans cet étang, qu'à l'époque mérovingienne, sans doute au début du Ve siècle, un certain Ercold retrouve les restes du saint martyr après avoir eu une révélation. Ercold est décrit comme un personnage illustre, et il possède de nombreuses terres autour de Deuil ; peut-être est-ce l'un des seigneurs du lieu. Il fait transporter la dépouille à Deuil. Les bœufs tirant le char s'arrêtent en cours de parcours dans un champ appartenant à Ercold, et cet incident lui donne l'inspiration d'y faire édifier un oratoire. Sa première vocation est de donner un lieu de sépulture digne à saint Eugène ; il n'y a pas encore question d'une église paroissiale. Sous le règne de Pépin le Bref, soit environ trois siècles plus tard, les premiers miracles se produisent à l'oratoire ou à l'église, car Deuil a déjà son curé à cette époque. Peut-être il y a déjà des miracles avant, mais l'hagiographie de saint Eugène n'est écrite pour la première fois qu'au VIIIe siècle et comporte de nombreuses lacunes. Un valet de chambre du roi part du palais de Verberie pour un pèlerinage vers la basilique Saint-Denis, et dans un rêve, un vieillard lui conseille de passer par Deuil : il y est guéri de son terrible mal de tête. Peu de temps après, une aveugle, dame Rictrude originaire des environs de Rouen, y recouvre la vue. Un jeune enfant du pays de Meaux et également guéri. Sous le règne de Charlemagne, les miracles se poursuivent. Les derniers que l'on connaisse ont lieu quand Hilduin est abbé de Saint-Denis. En effet, devant la menace des invasions vikings au milieu du IXe siècle, les reliques sont mis à l'abri à l'abbaye Saint-Denis. Celle-ci ne les rendra jamais, et plus aucun acte ne mentionne plus Deuil-la-Barre et son église pendant les deux siècles à venir,.

### L'histoire de la paroisse et du prieuré

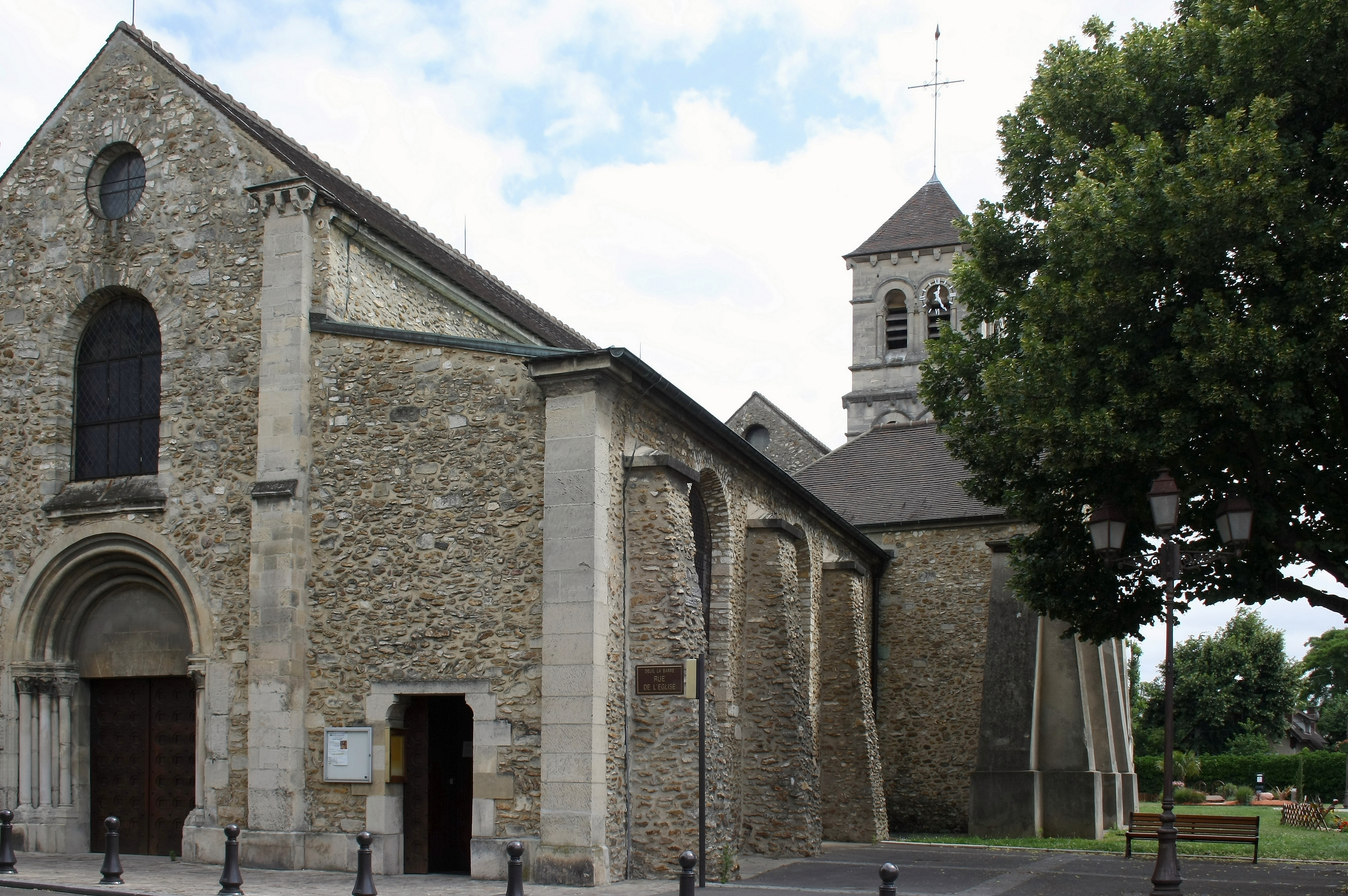
Façade occidentale de 1749.

Vers 1060, le village et l'église paroissiale appartiennent au seigneur Hervé de Montmorency. Les biens de l'église sont souvent parvenus entre les mains de seigneurs laïcs par des usurpations, et la réforme grégorienne entraîne un mouvement de restitutions, généralement déguisées en dons. Hervé offre donc l'église à l'abbaye Saint-Florent de Saumur en 1066. Cette donation est confirmée par Geoffroy de Boulogne, évêque de Paris, en 1072. Guillaume, abbé de Saint-Florent, fonde un prieuré à Deuil : de telles fondations sont la règle lorsque des églises sont données à des abbayes. Les bâtiments du prieuré sont bâtis au nord de l'église. Avant la fin du XIe siècle, Bouchard IV de Montmorency dote richement le prieuré. C'est la générosité de ce seigneur qui permet d'achever la construction de l'église actuelle. Elle sert à la fois d'église paroissiale et d'église priorale. D'après Jean Lebeuf, l'autel paroissial sous le vocable de la Nativité de Marie se situe dans la nef, et l'autel du prieuré dans le chœur. Le curé de Deuil est nommé sur la présentation de l'abbé de Saint-Florent, et malgré l'éloignement de l'abbaye, les relations avec la maison-mère sont étroites. Certains prieurs sont originaires de l'Anjou, et d'autres deviennent abbé de Saint-Florent en fin de carrière. Au Moyen Âge central, le prieuré de Deuil développe une certaine importance, et l'Église Saint-Pierre-Saint-Paul de Gonesse en dépend. Pierre Abélard séjourne au prieuré vers 1119 / 112 et est moralement soutenu par le prieur. Eudes de Deuil est prieur de Deuil avant de devenir abbé de Saint-Denis après la mort de Suger,,.
Un important déclin du prieuré se manifeste au XVIe siècle, de sorte qu'en 1543, le prieur Martial Richevillain se retrouve tout seul, sans autres moines résidents. Les bâtiments sont en mauvais état et Richevillain les fait démolir pour économiser les frais de réparation. L'abbé ordonne toutefois leur reconstruction, au moins partielle. Au XVIIIe siècle, même le prieur ne réside plus à Deuil. Ainsi, l'abbaye décide de céder le prieuré à l'ordre de la Visitation en 1764. Ce déclin ne concerne, bien entendu, pas la paroisse, qui est en plein essor. En 1749, le prince Louis V Joseph de Bourbon-Condé, seigneur d'Ormesson, et M. de Bellegarde, seigneur de Chevrette, financent d'importants travaux de rénovation de l'église. La nef est prolongée d'une travée vers l'ouest, et les fenêtres sont agrandies. Mais avant et surtout, les seigneurs ont pu persuader l'abbaye Saint-Denis de restituer enfin une partie des reliques de saint Eugène. Pour marquer la fin des travaux, une nouvelle translation des reliques de saint Eugène peut être célébrée, qui au bout de neuf cents ans d'absence, retournent à Deuil,.

### L'histoire de l'église

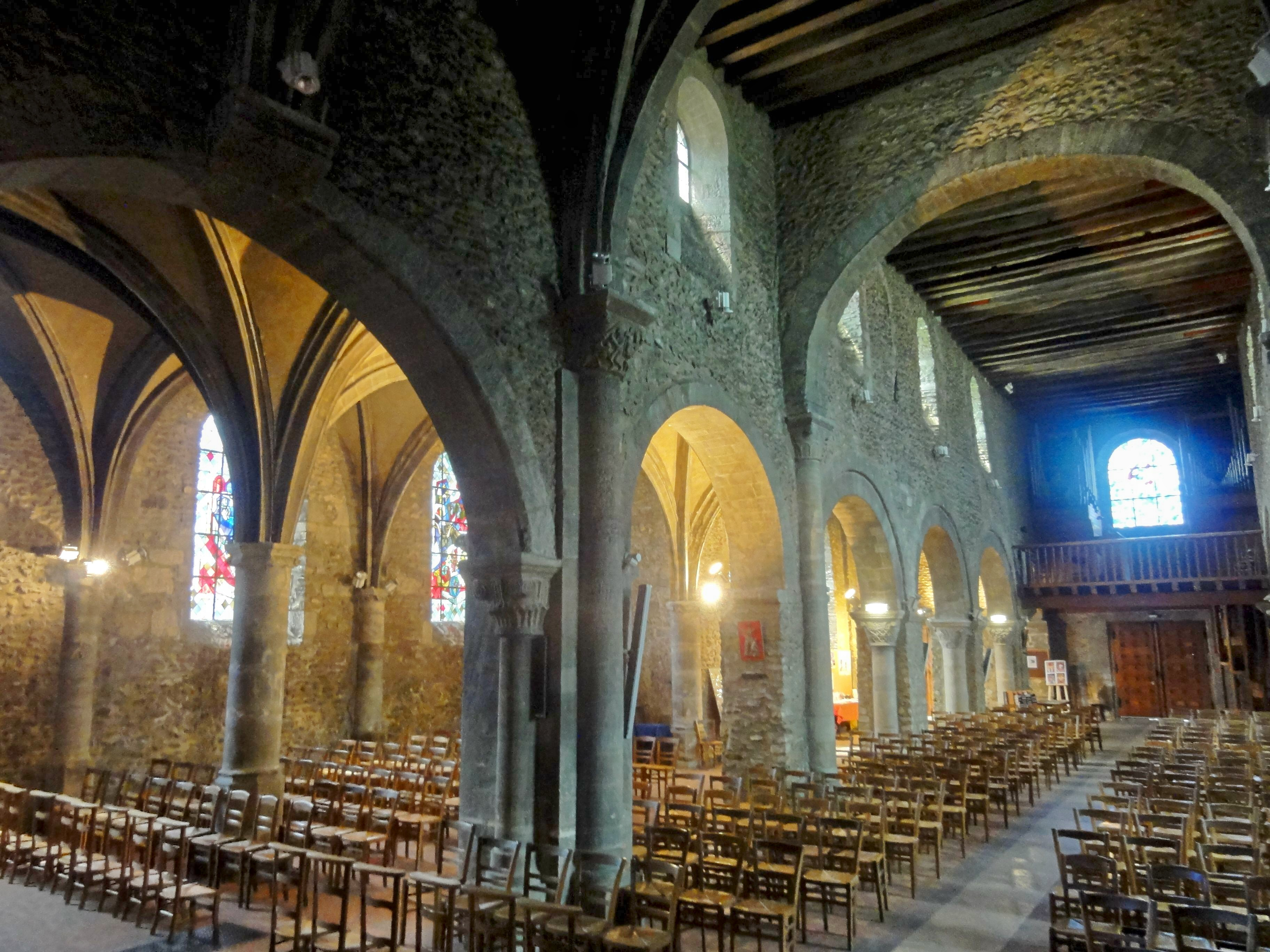
Croisée, vue vers le sud-ouest.

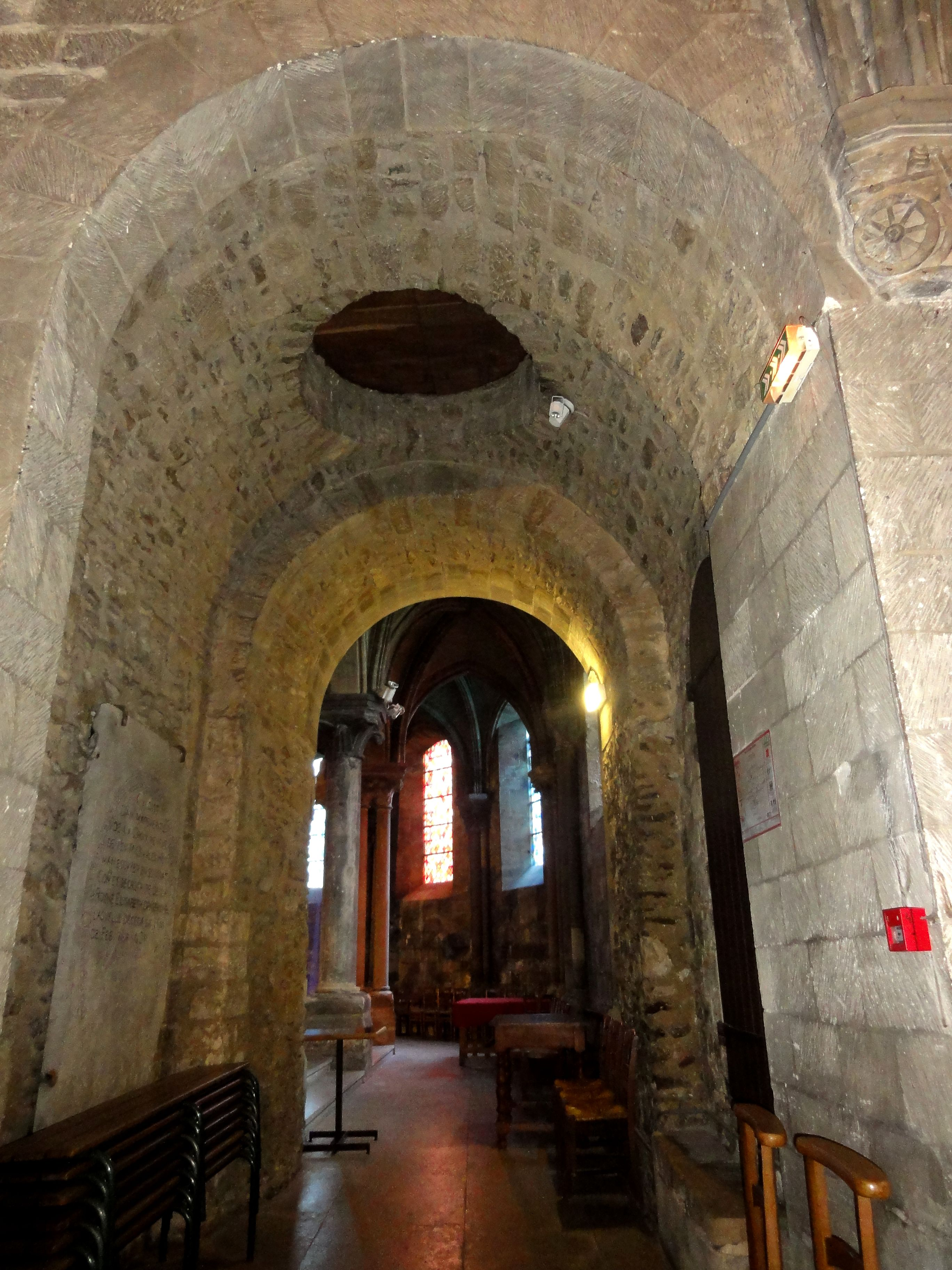
Base du clocher, voûte en berceau de la fin du XIe siècle.

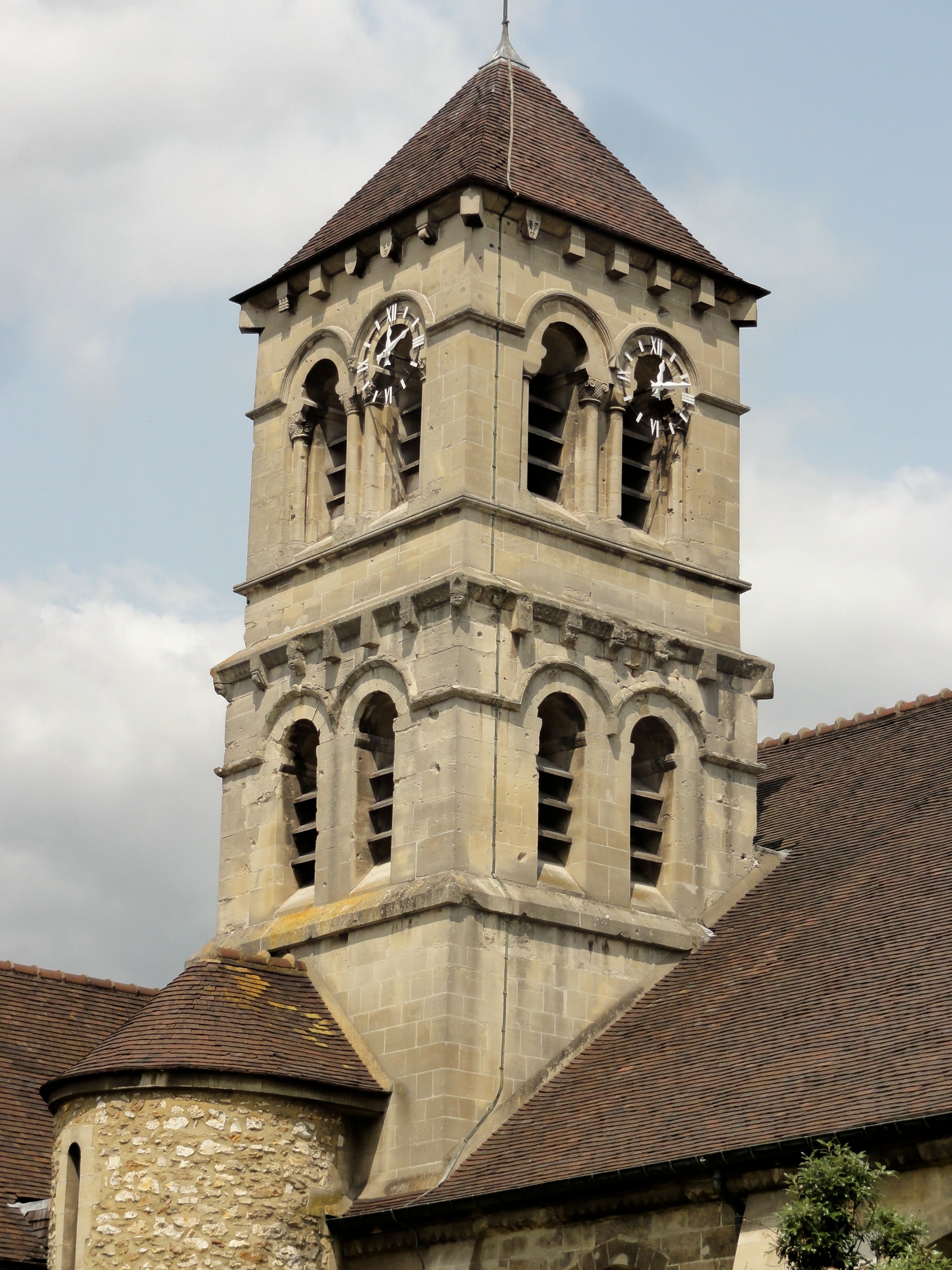
Étages du clocher reconstruits en 1868.

La construction de l'église actuelle est enclenchée par la donation de l'ancienne église à l'abbaye Saint-Florent de Saumur par Hervé de Montmorency en 1066. Conformément à l'usage, la construction commence sans doute par le chœur, dont l'abside ne subsiste cependant plus. La partie droite du chœur montre effectivement tous les caractéristiques du dernier quart du XIe siècle. Le chantier ne progresse toutefois pas très vite et se trouve apparemment interrompu après l'achèvement du chœur. L'axe du chœur et de la nef n'est pas le même. L'examen du transept et de la nef revèle qu'ils n'ont pas été terminés avant 1125 environ. L'église romane telle qu'elle se présente alors se compose d'une nef de quatre travées accompagnée de deux bas-côtés ; d'un transept ; d'un chœur comportant une travée droite et une abside en hémicycle ; ainsi que probablement de deux absidioles orientées en cul-de-four, dont la partie antérieure de celle du sud sert de base au clocher. Mais bientôt après la fin du chantier, des désordres apparaissent dans le transept. Toute l'église n'est pas construite bien solidement, et plusieurs piliers ont dû être enveloppés dans des massifs de maçonnerie que seules les restaurations modernes ont permis de retenir. La croisée du transept nécessite une reconstruction dès les années 1130, portant sur le remplacement de ses piliers. Leurs chapiteaux historiés font la célébrité de l'église. Par diverses comparaisons avec des chapiteaux montrant des similitudes, et qui par recoupement d'un certain nombre d'indices peuvent être datés assez précisément, André Lapeyre parvient à établir une datation pour le début des années 1140. Il suppose qu'ils sont l'œuvre des sculpteurs ayant auparavant confectionné les chapiteaux de la crypte de la basilique Saint-Denis. Les chapiteaux historiés de Deuil auraient donc été taillés après leur montage sur les piliers, ce qui n'est pas courant à l'époque. C'est peut-être pour cette raison que Mathieu Lours date ces chapiteaux des années 1130, le cadre très restreint de son étude ne laissant malheureusement pas de place à une argumentation. Quoi qu'il en soit, les chapiteaux historiés de la croisée du transept de Deuil-la-Barre marquent l'apogée et la fin de la sculpture romane dans le nord de l'Île-de-France,.
Vers 1220 environ, l'abside en hémicycle de style roman est remplacé par un grand chœur de style gothique primitif, de faible hauteur mais d'une architecture très recherchée, comme le montre l'extrême minceur des colonnettes de la nouvelle abside, qui sont donc groupées par dux. Le chœur gothique est muni d'un déambulatoire mais pas de chapelles rayonnantes, et seul le déambulatoire est voûté. Il semble que ce soit toujours été ainsi, et même si des colonnettes ont été prévues pour accueillir les ogives d'une potentielle voûte du vaisseau principal du chœur, la minceur des supports a sans doute dissuadé le maître d'œuvre d'aller au bout de son projet. Le vaisseau central a donc été recouvert d'un lambris. Ensuite, l'église demeure inchangée jusqu'à la première moitié du XVe siècle, quand elle subit des dégâts infligés par la guerre de Cent Ans. Dans le cadre de la réparation de l'église à partir de la fin du XVe siècle, la croisée du transept est recouverte par deux voûtes sur croisées d'ogives barlongues, et les arcades autour de la croisée sont retaillées. Au début du XVIe siècle, les deux dernières travées du bas-côté sud ainsi que le croisillon sud sont entièrement reconstruits, doublés d'un second vaisseau et voûtés d'ogives très aigües. Une partie des voûtes des parties orientales est reprise à la fin du XVIe siècle. Enfin, l'église connaît une troisième campagne d'extension pendant les années 1740, qui donne le prolongement d'une travée de la nef et du bas-côté sud vers l'ouest, mais aussi l'agrandissement des fenêtres des bas-côtés et du déambulatoire. C'est peut-être de cette époque que datent les voûtes en berceau des premières travées du bas-côté sud, mentionnées en 1874 et supprimées depuis. Tout l'intérieur est badigeonné selon le goût de l'époque qui est aux espaces intérieurs clairs aux lignes simples. Les chapiteaux de la nef sont « enfouis sous l'épaisse couche d'enduit qui revêt les piliers de la nef ; çà et là des moulures d'abaques révèlent leur présence ». Toutes traces du badigeonnage ont été enlevées depuis,,.
En 1852, la façade occidentale est entièrement refaite, et c'est donc de cette année que date le portail néogothique actuel. — En tant qu'église romane majeure du nord parisien, l'église Notre-Dame-et-Saint-Eugène est classée monument historique par liste de 1862. Six ans plus tard, la restauration commence par la reconstruction entière des deux étages supérieurs du clocher, sous la direction de l'architecte Henri Blondel. Il les reconstitue scrupuleusement à l'identique, mais tout est fait à neuf. Pourtant, beaucoup de chapiteaux sont encore en bon état, ce que l'on peut toujours vérifier car ils ont été déposés au musée de Cluny. Du clocher de la fin du XIe siècle, ne subsistent que la base et le premier étage aveugle, très restauré à l'extérieur. En 1879 / 1880, les murs de la nef sont « grattés sans ménagement et recouverts d'une voûte pseudo-gothique en briques creuses reposant sur des culots ». Presque tous les supports sont refaits, en conservant seulement une partie des chapiteaux, d'autres étant remplacés par des chapiteaux neufs qui sont souvent des créations à part entière des sculpteurs du XIXe siècle. De nouvelles fenêtres hautes dans la nef remplacent les baies d'origine, disposées irrégulièrement pour des raisons que l'on ignore. De l'avis d'André Lapeyre, cette campagne de restauration est funeste pour l'église. C'est aussi l'avis de la commission des monuments historiques, qui la fait rayer de la liste des monuments historiques dès l'année suivante. Elle est toutefois inscrite de nouveau (mais pas classée) par arrêté du 17 juillet 1926,.
Le 4 octobre 1944 à 10h36, la chute d'une fusée V2 lancée sur Londres faillit détruire toute l'église à la suite d'une avarie. Quatorze victimes sont à déplorer, dont le curé. Le chœur est complètement détruit et la nef éventrée. L'église n'est heureusement pas abandonnée, mais son sauvetage décidé. Les maisons au sud et à l'est de l'église ne sont pas reconstruites et leurs vestiges démolis, ce qui permet de mieux mettre en valeur l'église et de créer un petit jardin public, devenu la place des Victimes du V2 où un monument entretient leur souvenir. L'architecte en chef des monuments historiques Robert Camelot commence un patient travail de reconstruction. Comme un archéologue, il classe les débris du chœur et remonte tout à l'identique : alors que l'état de l'église est nettement plus grave que pendant les années 1870, la substance authentique est en grande partie conservée. Concernant la nef, la reconstruction est l'occasion de faire disparaître les voûtes de 1879. Les premières travées du bas-côté sud perdent leurs voûtes d'arêtes. Les travaux se terminent en 1955, et l'église est de nouveau classée monument historique par arrêté du 4 octobre 1962.

## Description

### Aperçu général

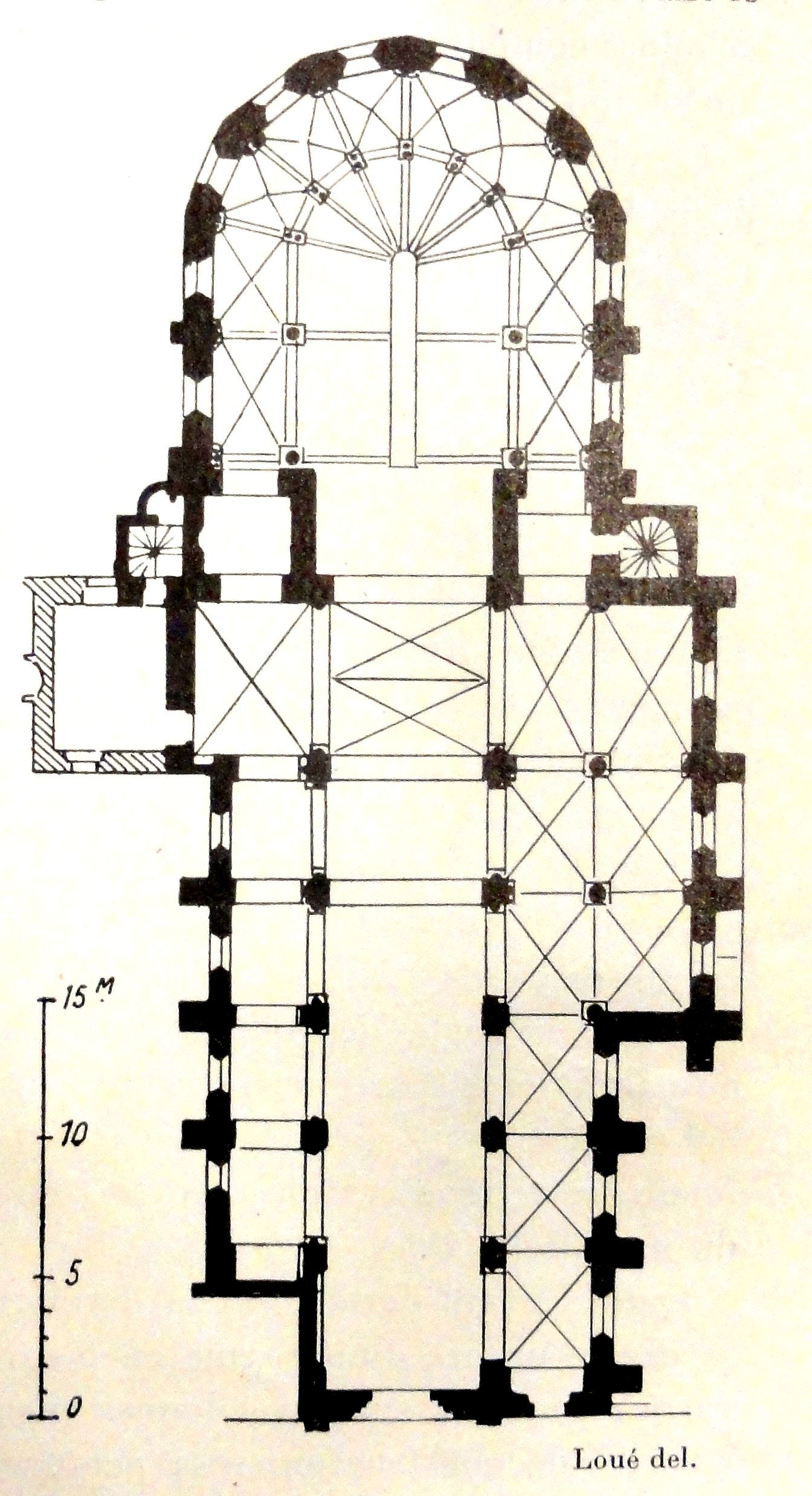
Plan de l'église.

À peu près régulièrement orientée, mais avec une légère dérivation de l'axe vers le sud-ouest du côté de la façade occidentale, l'église Notre-Dame-et-Saint-Eugène répond à un plan cruciforme sans pour autant être symétrique. L'édifice se compose d'une nef de cinq travées, accompagnée de deux bas-côtés, sauf au nord de la première travée ; d'un transept débordant ; d'une chapelle de trois travées devant les deux dernières travées du bas-côté sud et l'ancien croisillon sud ; d'une première travée droite du chœur ne communiquant pas avec les premières travée des collatéraux ; et d'un chœur gothique de deux travées accompagné de deux collatéraux et dont l'abside est entourée d'un déambulatoire. Le clocher s'élève au-dessus de la première travée du collatéral du chœur, et la sacristie se situe dans le prolongement du croisillon nord, à l'emplacement de bâtiments de l'ancien prieuré. La seconde travée du chœur comporte une partie droite et une abside à six pans plus étroits, formées par six grandes arcades. L'abside ne peut pas être considérée comme une travée indépendante, car la clé de voûte autour de laquelle rayonnent les sept ogives prend du recul vers l'ouest par rapport à l'axe imaginaire qui la délimite de la partie droite. La nef et le bas-côté nord sont simplement plafonnés. Le bas-côté sud à partir de la quatrième travée, l'ancien croisillon sud et la chapelle sud sont voûtés d'ogives depuis le XVIe siècle, sauf la première travée, qui ne date que de 1749. La première travée droite du chœur et la base du clocher sont voûtées en berceau dès l'origine, alors que la première travée du collatéral nord a reçu une voûte d'arêtes à l'époque moderne. Les travées gothiques des collatéraux du chœur et le déambulatoire sont voûtés d'ogives depuis leur construction vers 1220, et le vaisseau central du chœur gothique est recouvert d'une charpente lambrissé. L'église possède trois accès : le portail occidental, un portail latéral dans le mur occidental du bas-côté sud, et par la sacristie.

### Extérieur
L'extérieur de l'église ne fait pas soupçonner les richesses architecturales qu'elle abrite, et les fenêtres modernes l'ont assez défiguré, car leur forme ne correspond pas aux époques de construction respectives. La nef, les bas-côtés, la chapelle sud et la première travée du chœur sont construits en petits moellons irréguliers, matériau qui ne permet pas le recours à la sculpture. Les contreforts plats de la façade occidentale et le portail néogothique ont été réalisés en pierre de taille, mais même pour les chaînages autour des fenêtres et pour les contreforts, l'on s'est contenté de petits moellons. Les contreforts se réduisent donc à leur plus simple expression et ne portent pas les caractéristiques de leurs époques. Les fenêtres en plein cintre sont dépourvues de remplage, ce qui est conforme au style roman, mais plus aucune fenêtre n'est plus réellement roman : les fenêtres hautes datent de 1879 / 1880, et les fenêtres des bas-côtés, nettement plus grandes que celles du XIe siècle, datent de 1749. La base du clocher est flanquée d'une tourelle d'escalier sans style, postérieure à la construction du clocher car l'on y accède par une baie en plein cintre agrandie. Une tourelle semblable devant le croisillon nord donne accès à l'étage de la sacristie. Cette tourelle est moderne et ne suffit pas pour prouver que l'église avait possédé un second clocher, comme l'abbatiale de Morienval et anciennement l'abbatiale de Saint-Germain-des-Prés,.

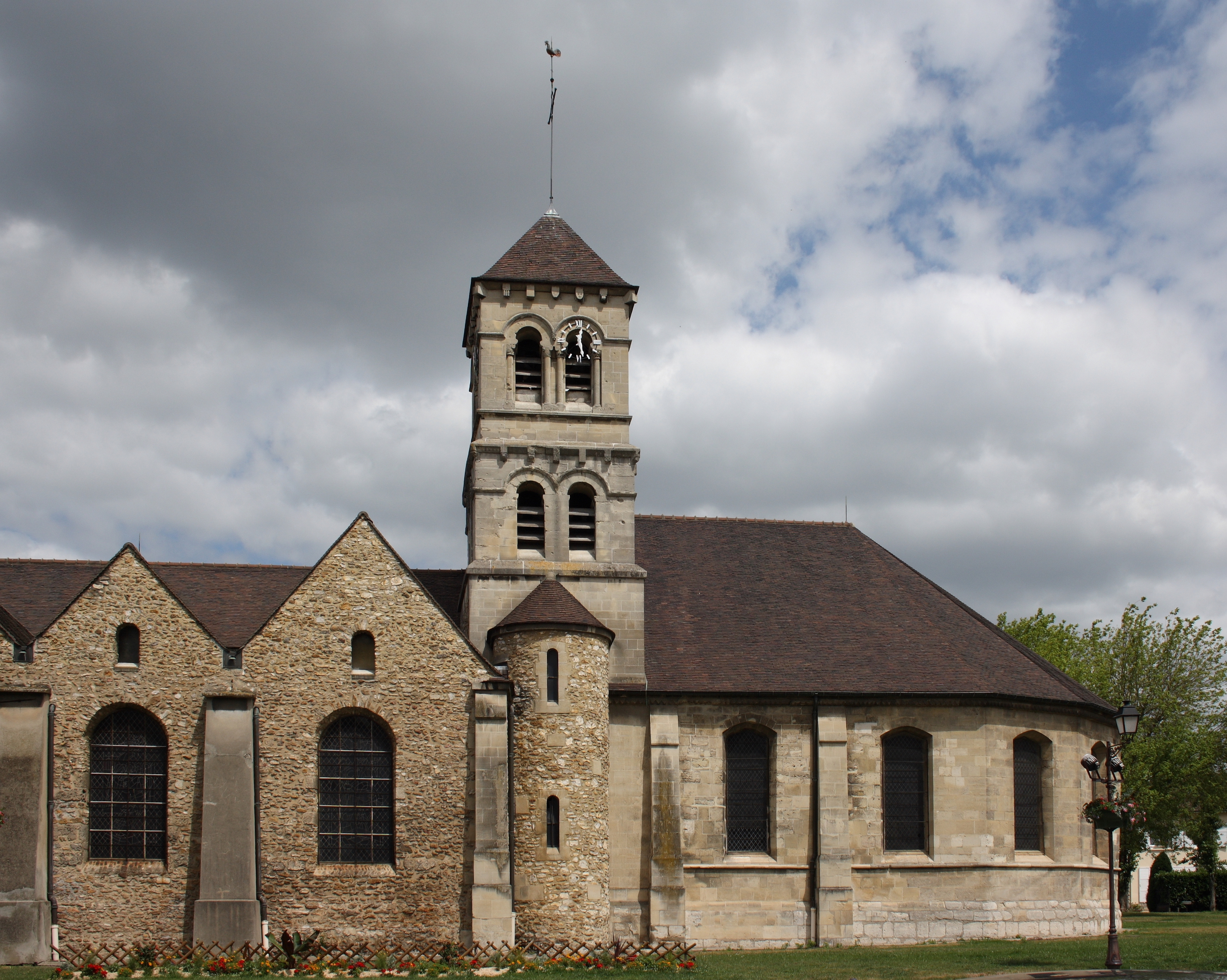
Vue partielle depuis le sud.

Le clocher d'apparence grêle et les parties orientales ont tout au moins été exécutés en pierre de taille de qualité. Toutes les fenêtres du chœur sont en anse de panier, et les murs du déambulatoire sont dépourvus de contreforts. Le seul élément intéressant de l'extérieur de l'église est le clocher. Ses deux étages de baies sont assez similaires, mais l'étage supérieur a fait l'objet d'une décoration plus soignée. Sur chacun des deux étages, chaque face est ajourée de deux baies abat-son plein cintre, dont les seuils reposent sur des glacis formant larmier. Les arcs des fenêtres sont surmontées de bandeaux sous la forme de sourcils, qui se continuent au niveau des impostes et courent tout autour du clocher. Chacun des deux étages se termine également par des corniches de modillons assez espacés, au nombre de sept par face. Environ la moitié n'a pas été sculpté lors de la reconstruction, et les autres sont sculptés en masques ou arborent des décors les plus divers. En haut du second étage, ces modillons sont en grande partie authentiques, alors qu'en haut du troisième étage, ce sont tous des imitations maladroites. Les arcs des fenêtres sont tous composés d'un simple rang de claveaux, comme toujours au XIe siècle, et reposent sur des tablettes moulurées vers l'intrados. Au niveau du premier étage, l'on ne trouve pas la moindre colonnette ni chapiteau. Au niveau du second étage, chaque baie est cantonnée de deux colonnettes à chapiteaux. Ce sont tous des répliques des chapiteaux primitifs, mais les corbeilles de certains chapiteaux ne sont pas du tout sculptés. Les chapiteaux se caractérisent pas leur facture méplate et leur astragale déformée. Ils représentent des décors géométriques parfois très simples, comme des lignes diagonales ou des spirales, liés parfois à des volutes d'angle, ou bien des têtes grimaçantes. L'actuelle flèche en charpente se substitue sans doute à une petite pyramide en pierre, telle que sur l'église Saint-Gervais-Saint-Protais de Rhuis. L'on ignore quand cette pyramide a disparu,.

### Intérieur

#### Nef et bas-côtés romans

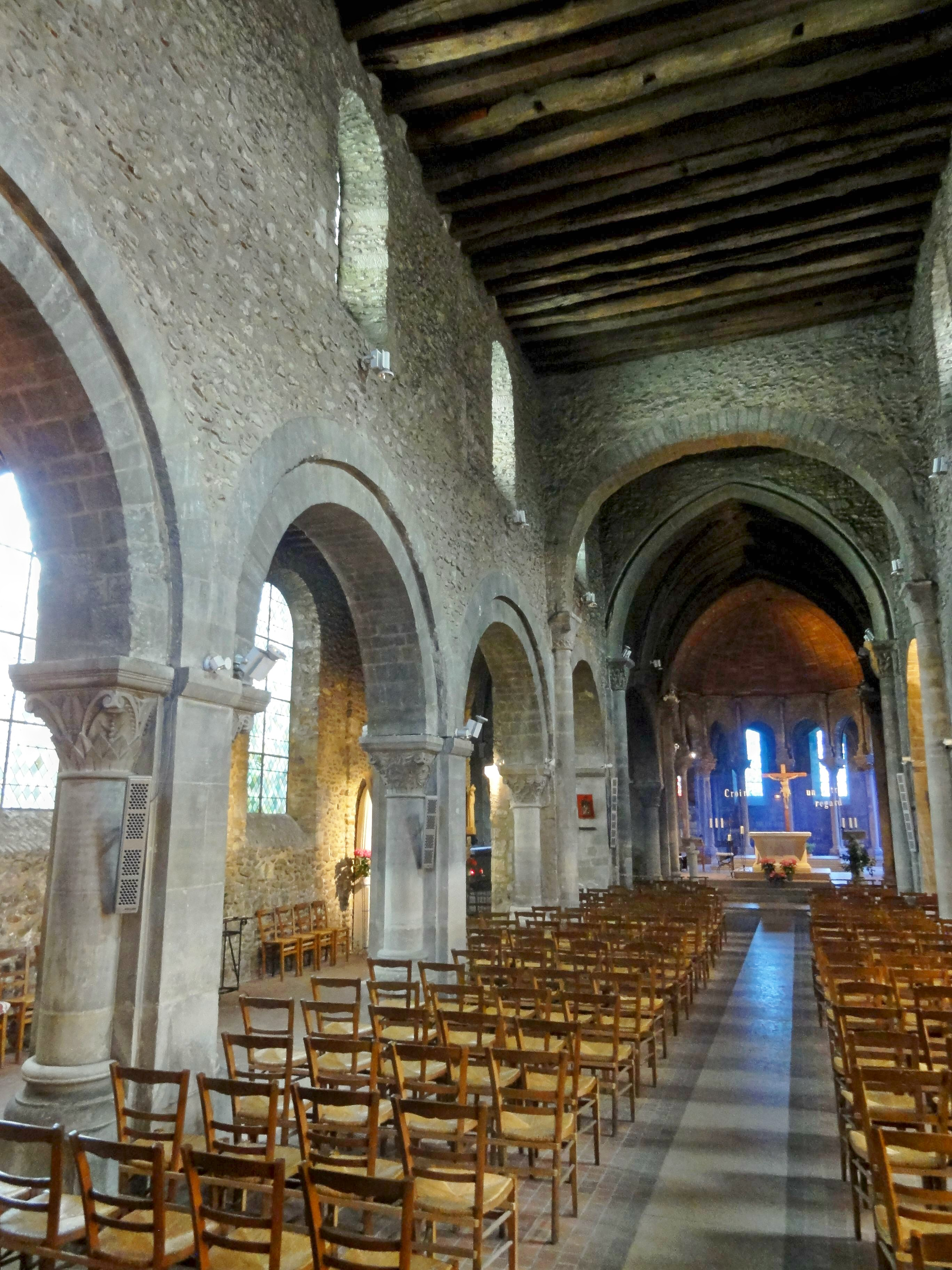
Nef, vue vers l'est.

L'intérieur de l'église est extrêmement sombre, en dépit d'une surface vitrée raisonnable et de l'existence de fenêtres hautes dans la nef. En effet, les pierres apparentes d'un teint gris foncé ne reflètent pas du tout la lumière. Au début des années 1950, l'on est conscient des conséquences néfastes des badigeonnages pratiqués entre le milieu du XVIIIe siècle et le milieu du XIXe siècle, ayant enlevé le caractère authentique à nombre d'églises, et faisant disparaître notamment les peintures murales et les détails de la sculpture. L'on en conclut que sur un plan général, la pierre apparente doit être de rigueur à l'intérieur des églises, ce qui est une lourde erreur. En effet, les églises romanes étaient enduites d'une couche de lait de chaux si elles étaient construites en moellons. Autrement, les peintures murales n'auraient pu être appliquées. Robert Camelot, architecte du CNIT à La Défense, pensait avoir recréé l'ambiance romane d'origine, mais il est loin du compte. — La nef n'est pas homogène : la première travée ne date que de 1749, et un arc diaphragme sépare la quatrième de la cinquième travée. Il est en plein cintre et de profil carré, et retombe sur les chapiteaux de deux colonnes engagées. Cette disposition se rencontre fréquemment en Normandie, comme dans les églises de Cerisy-la-Forêt ou Saint-Vigor de Bayeux. La sculpture des deux chapiteaux ne diffère pas des autres chapiteaux de la nef. Mathieu Lours émet l'hypothèse que l'arc diaphragme marquait le début du chœur liturgique réservé à l'usage des moines,.
Délimitée par l'arc diaphragme et l'arcade vers la croisée du transept, la cinquième travée de la nef ressemble au carré du transept roman avant qu'elle ne fût voûtée d'ogives. Ses grandes arcades sont à simple rouleau et retombent sur des piles carrées simplement décorées d'un bandeau moderne. Les arcades du transept ont aussi un simple rang de claveaux, et l'on voit que la construction a progressé de l'est vers l'ouest. Les arcades des autres travées romanes de la nef sont à double rouleau. D'une ouverture variant entre 3,25 m et 4,10 m, elles retombent sur de courtes piles carrées cantonnées de deux colonnes engagées à chapiteaux, comme dans les églises Saint-Pierre-Saint-Paul d'Arronville, Saint-Martin de Cormeilles-en-Vexin et Notre-Dame d'Oulchy-le-Château. Le rang de claveaux supérieur retombe sur des tablettes moulurées, dont le profil est repris par les tailloirs carrés des chapiteaux. Seulement les six chapiteaux des grandes arcades du nord sont authentiques. Les corbeilles méplates sont décorés de motifs géométriques archaïques, tels que des étoiles à quatre branches anguleuses inscrites dans une cuvette carrée ; des entrelacs en forme de cercle ; et dans deux cas, de demi-cercles entre-croisés. Des volutes d'angle, s'échappent des tiges ou palmettes horizontales et méplates. Ces chapiteaux rappellent ceux des églises romanes du Soissonnais. Contrairement à ce que prétend Mathieu Lours, il n'y a pas du tout de chapiteaux historiés. Les bases des colonnes ont des scoties très profondes,,. La physionomie générale de la nef est toujours celle de l'époque romane, même si les fenêtres hautes ne sont plus celles d'origine. La charpente englobe des éléments anciens, que l'on a pu récupérer malgré le voûtement de 1879 et la chute de la V2 en 1944. Avec leurs fenêtres plus grandes et des voûtes d'ogives au sud, les bas-côtés ne sont plus authentiques que du côté des grandes arcades. Curieusement, ils ne sont pas subdivisés par des arcs diaphragme entre la quatrième et la cinquième travée.

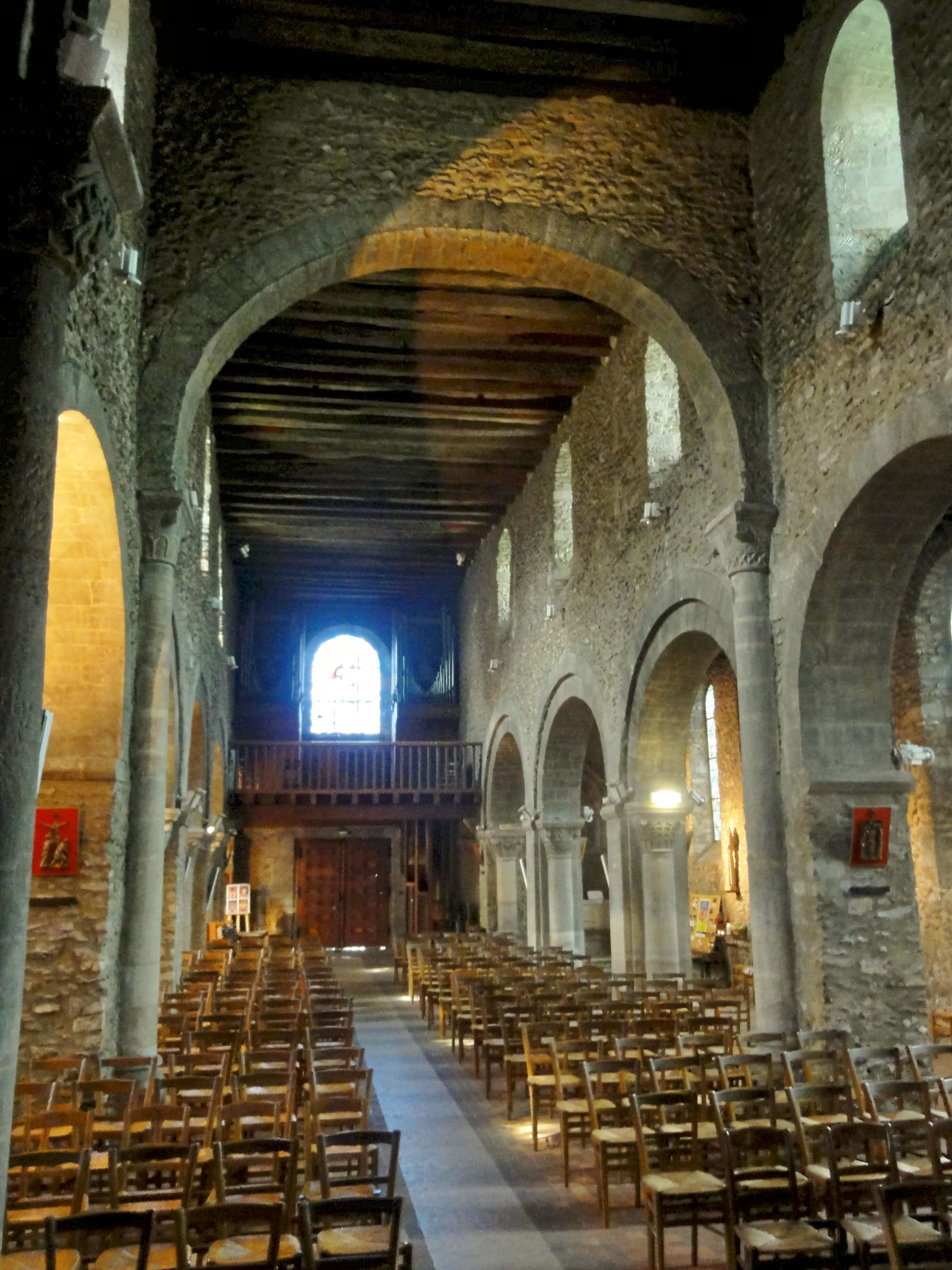
Nef, vue vers l'ouest.
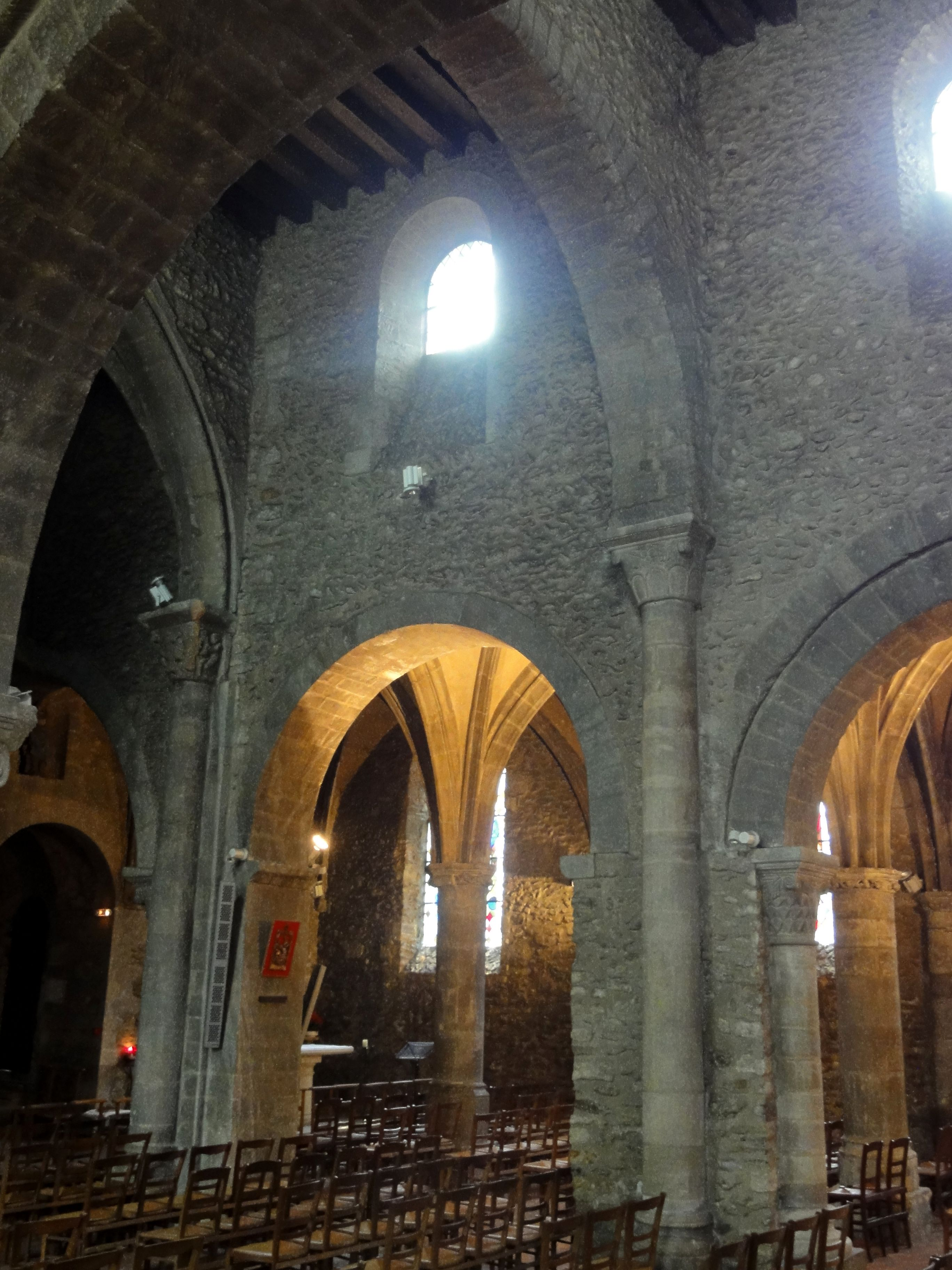
Nef, 5e travée, côté sud.
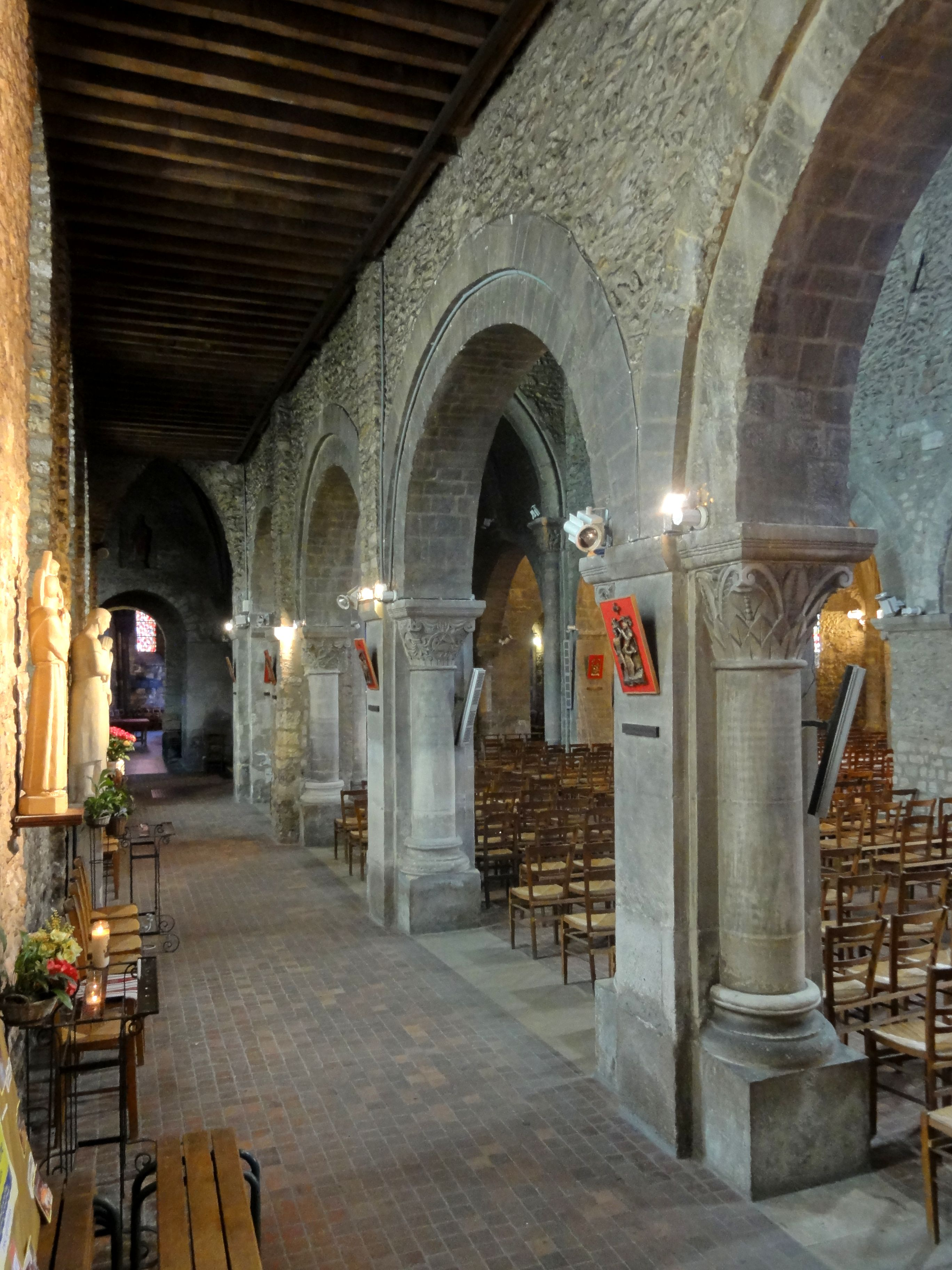
Bas-côté nord.
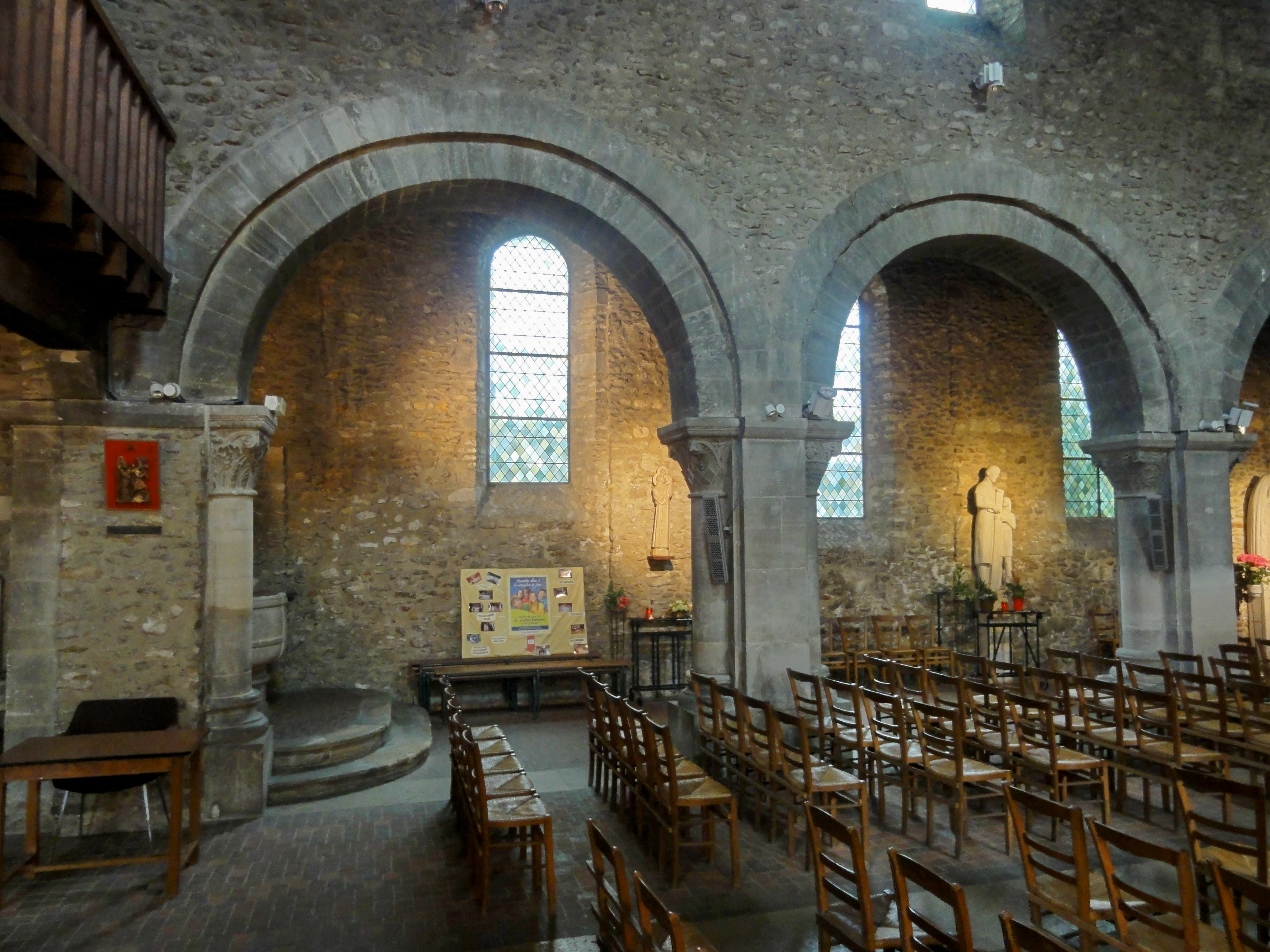
Grandes arcades du nord.
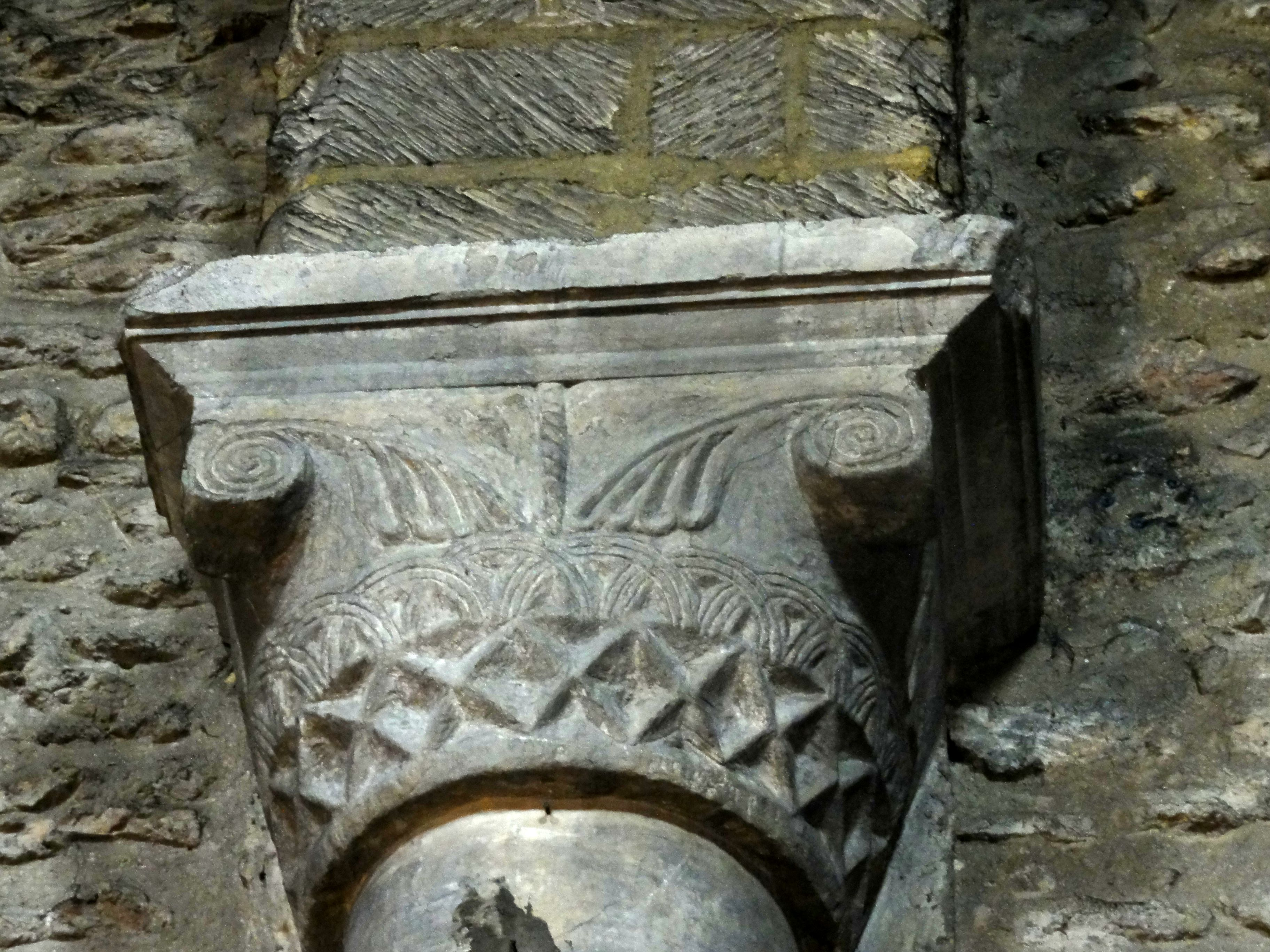
Arc diaphragme, chapiteau.
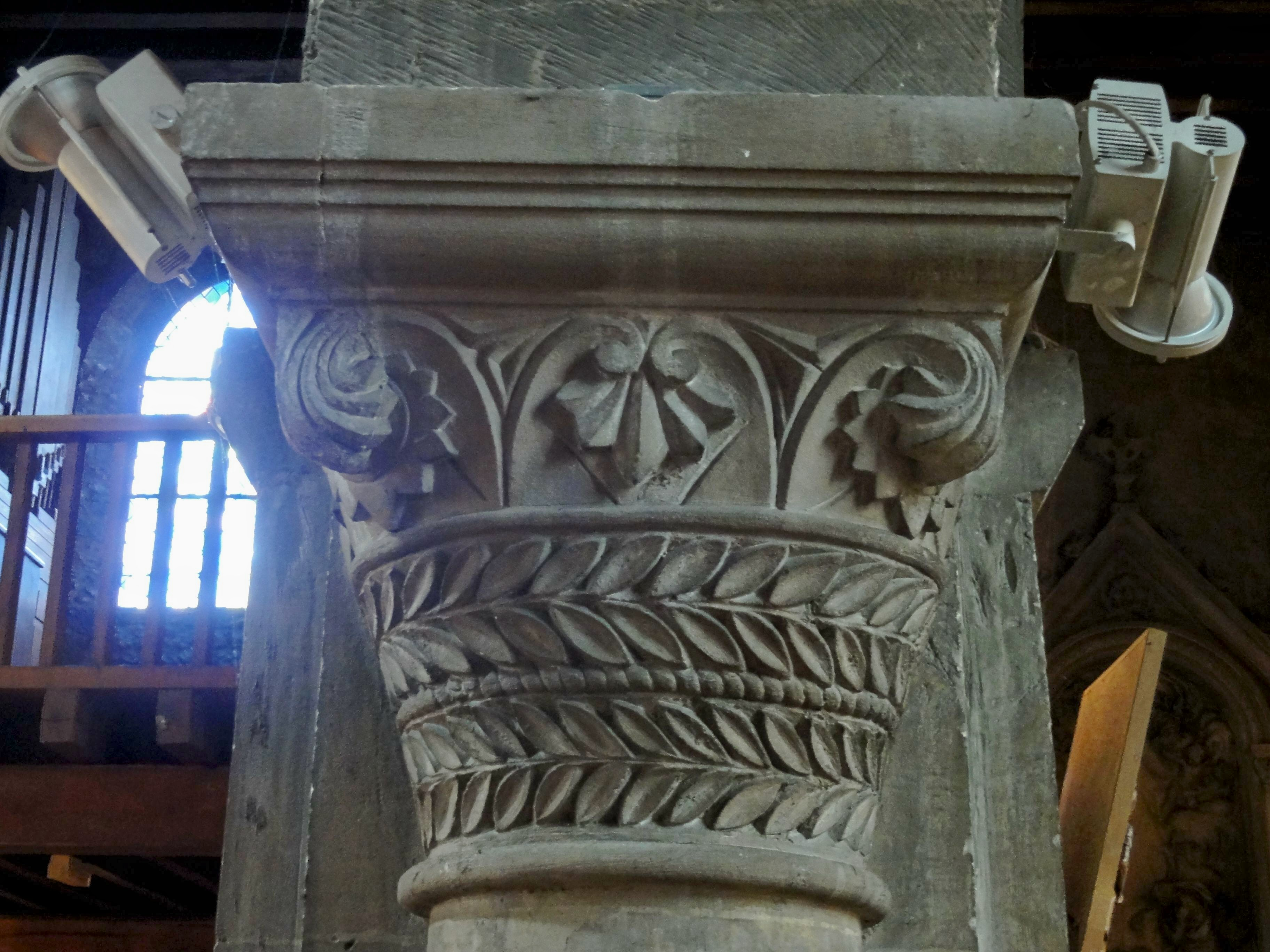
2e arcade du nord, chapiteau.

#### Chapelle sud

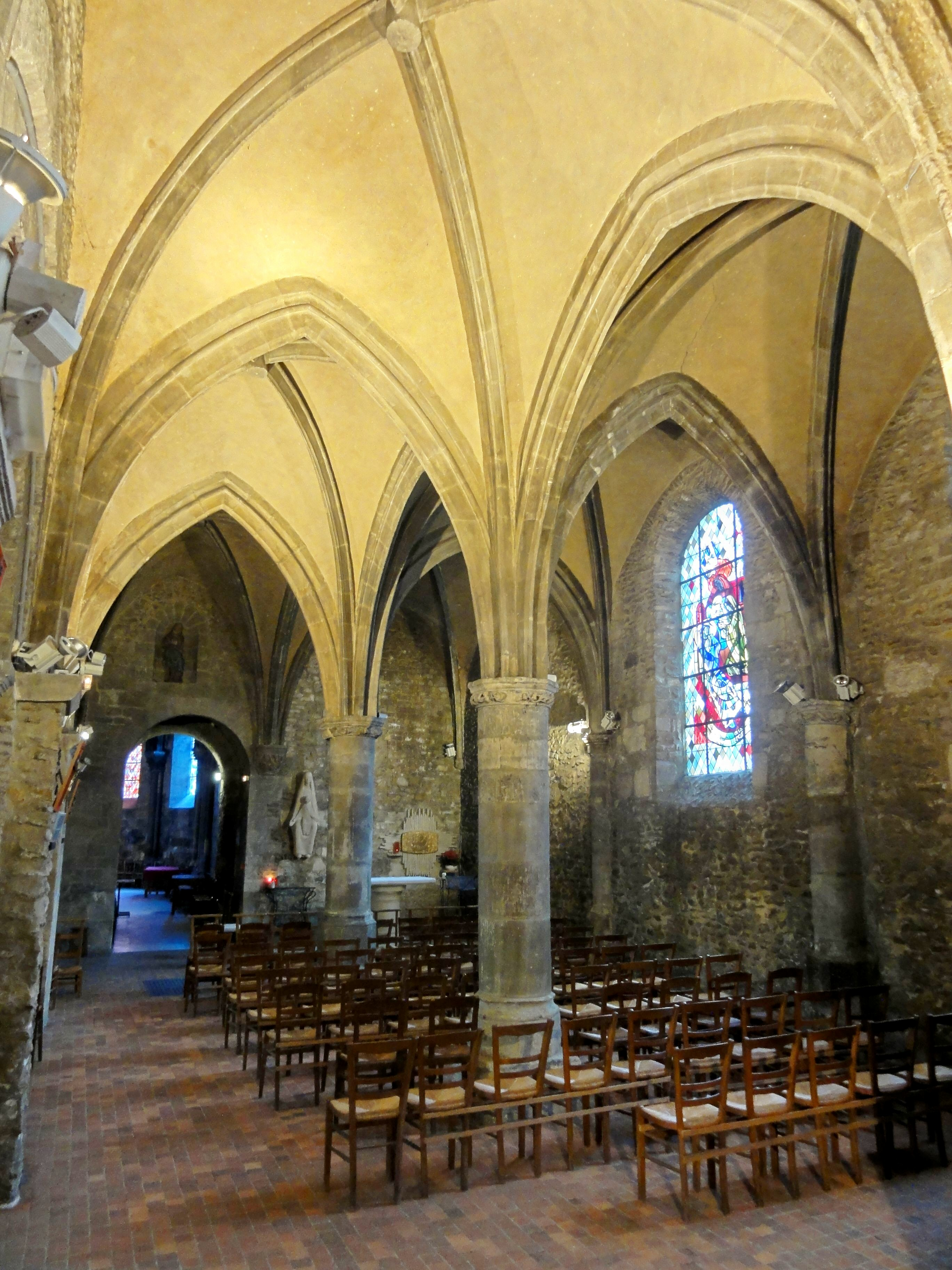
Chapelle sud, vue vers l'est.

Les six travées formant la chapelle sud de style gothique flamboyant sont parfaitement homogènes. Dans le sens nord-sud, les voûtes sont très aigües, ce qui résulte de la hauteur déterminée par leur profondeur, conforme à la portée des grandes arcades. Au centre, les voûtes retombent sur deux colonnes libres dont les chapiteaux se caractérisent par des corbeilles de faible hauteur, l'absence d'astragale et un tailloir octogonal. Les motifs sont des frises de végétaux et peut-être de petits animaux fantastiques, ce que l'état de conservation ne permet plus de distinguer avec certitude. Contre le mur sud, deux demi-colonnes du même type sont utilisées, alors que le maître d'œuvre a eu recours à des culots dans les angles, ainsi qu'à l'ouest. Du fait de l'emploi de la même pierre pour les travaux du XVIe siècle, la rupture de style est atténuée ; à l'origine, l'ensemble de l'église était de toute façon enduit à l'intérieur. Aujourd'hui, seules les voûtes le sont, et leur teint ocre clair contraste agréablement avec l'ambiance sombre qui règne dans la nef. Les travées ajoutées devant les deux dernières travées du bas-côté sud ont la même largeur que celui-ci.
L'ancien croisillon sud a été en grande partie démoli, en ne conservant que l'arcade vers le carré du transept, l'arcade vers la base du clocher, le mur avec une baie bouchée à sa droite, et le chapiteau de la translation des reliques de saint Eugène. Il représente un char qui paraît chargé d'un cercueil et orné d'une palme ; les bœufs tirant le char, à gauche, sont cachés dans le mur. Le char est suivi par un prêtre muni d'un seau et d'un goupillon, et un second prêtre portant une croix. Mathieu Lours voit plutôt des porteurs de cierges. André Lapeyre dit que le chapiteau ne se trouve peut-être plus à sa place. Du Chesne et al. estiment qu'il provient d'un doubleau intermédiaire ayant séparé le croisillon sud en deux parties. Le chapiteau est en grande partie imbriqué dans le mur à l'instar d'un cul-de-lampe, et il sert de support aux ogives et au doubleau des voûtes des travées orientales de la chapelle flamboyante. Rien ne prouve qu'il s'agissait toujours d'un cul-de-lampe, et la question de sa position initiale se pose : les chapiteaux des quatre arcades délimitant la croisée du transept sont tous encore en place, et tout porte à croire que l'église ne possédait pas de chapiteaux historiés avant la reconstruction de la croisée pendant les années 1130. Les dernières grandes arcades de la nef et l'abside romane démolie avant 1220 ont bien pu posséder des chapiteaux, mais il ne devait pas s'agir de chapiteaux historiés. Quoi qu'il en soit, le fait que le chapiteau de la translation des reliques ait été conservé à une époque où la préservation du patrimoine n'était pas encore une notion connue, prouve la grande vénération des moines du prieuré pour leur premier saint patron et ses reliques,,.

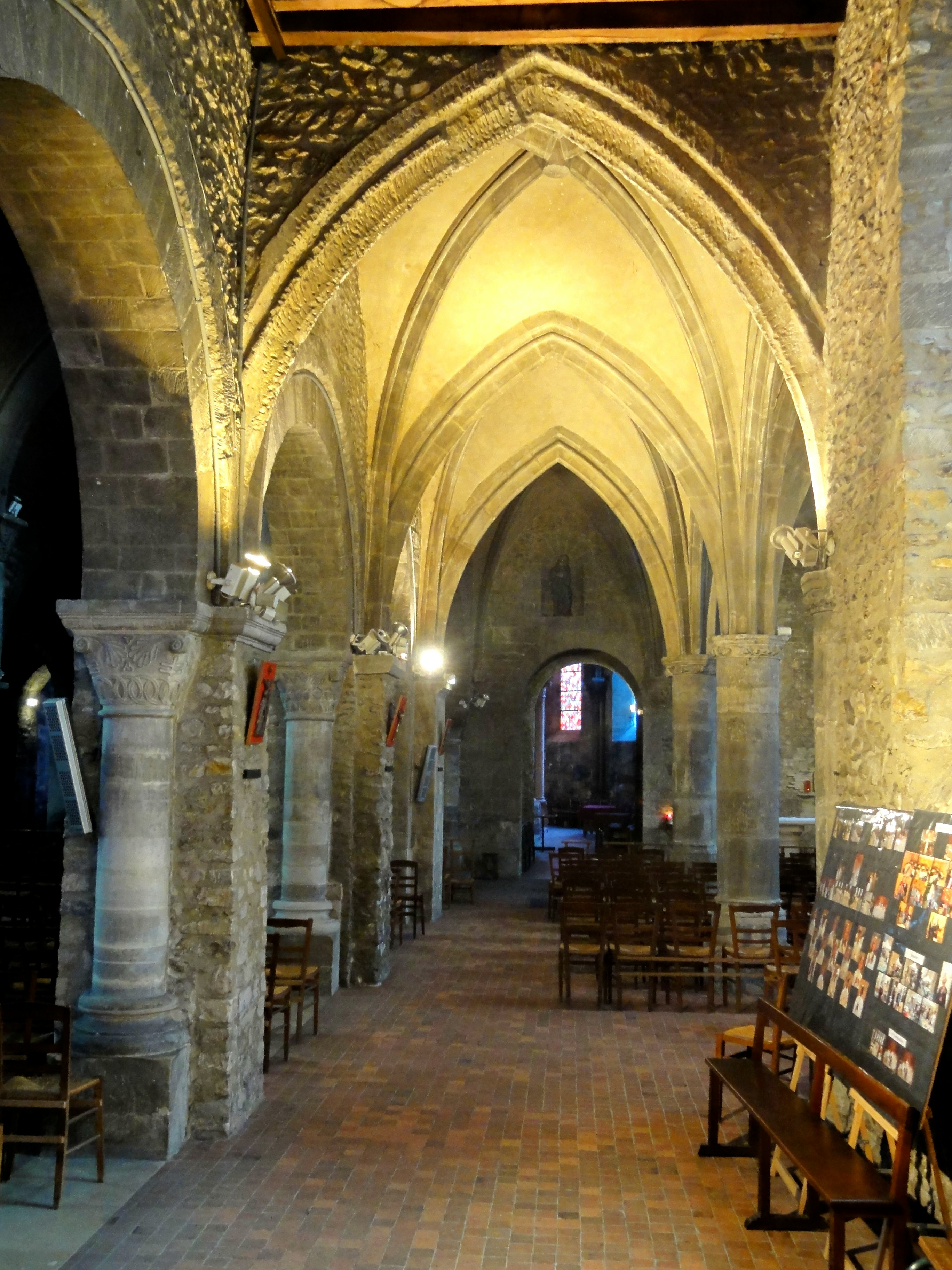
Vue depuis le bas-côté sud.
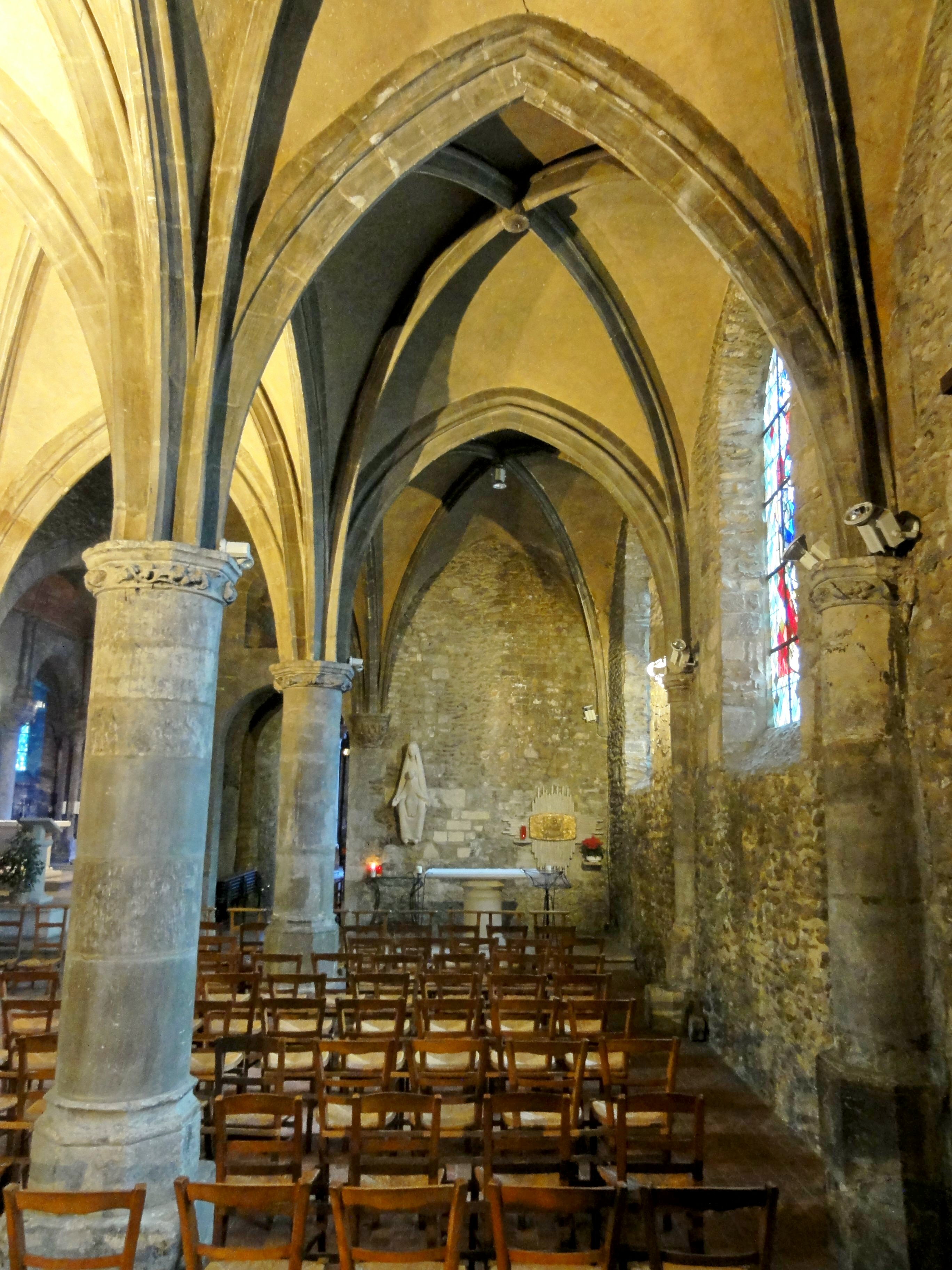
2e vaisseau, vue vers l'est.
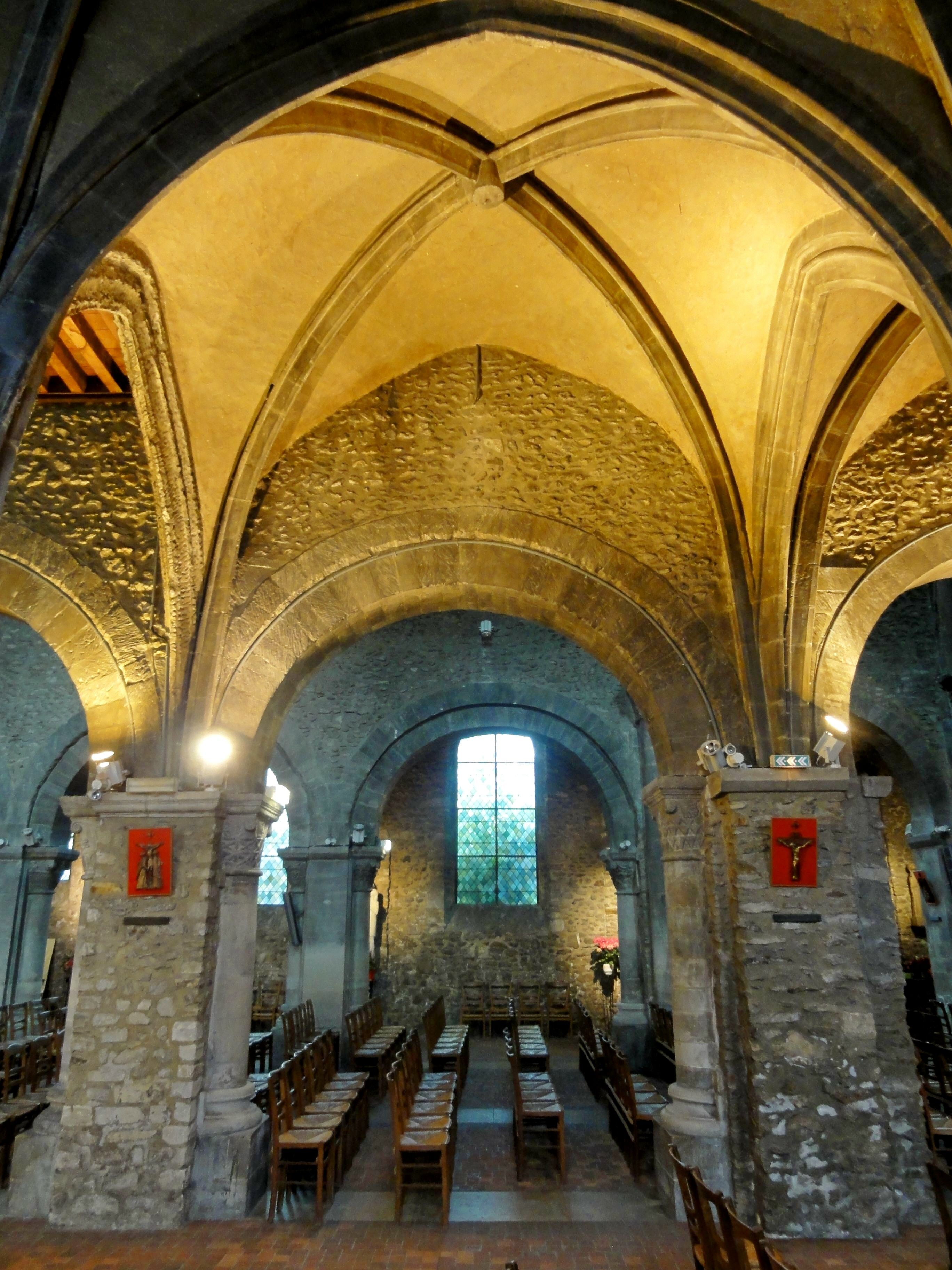
1re travée, vue sud-nord.
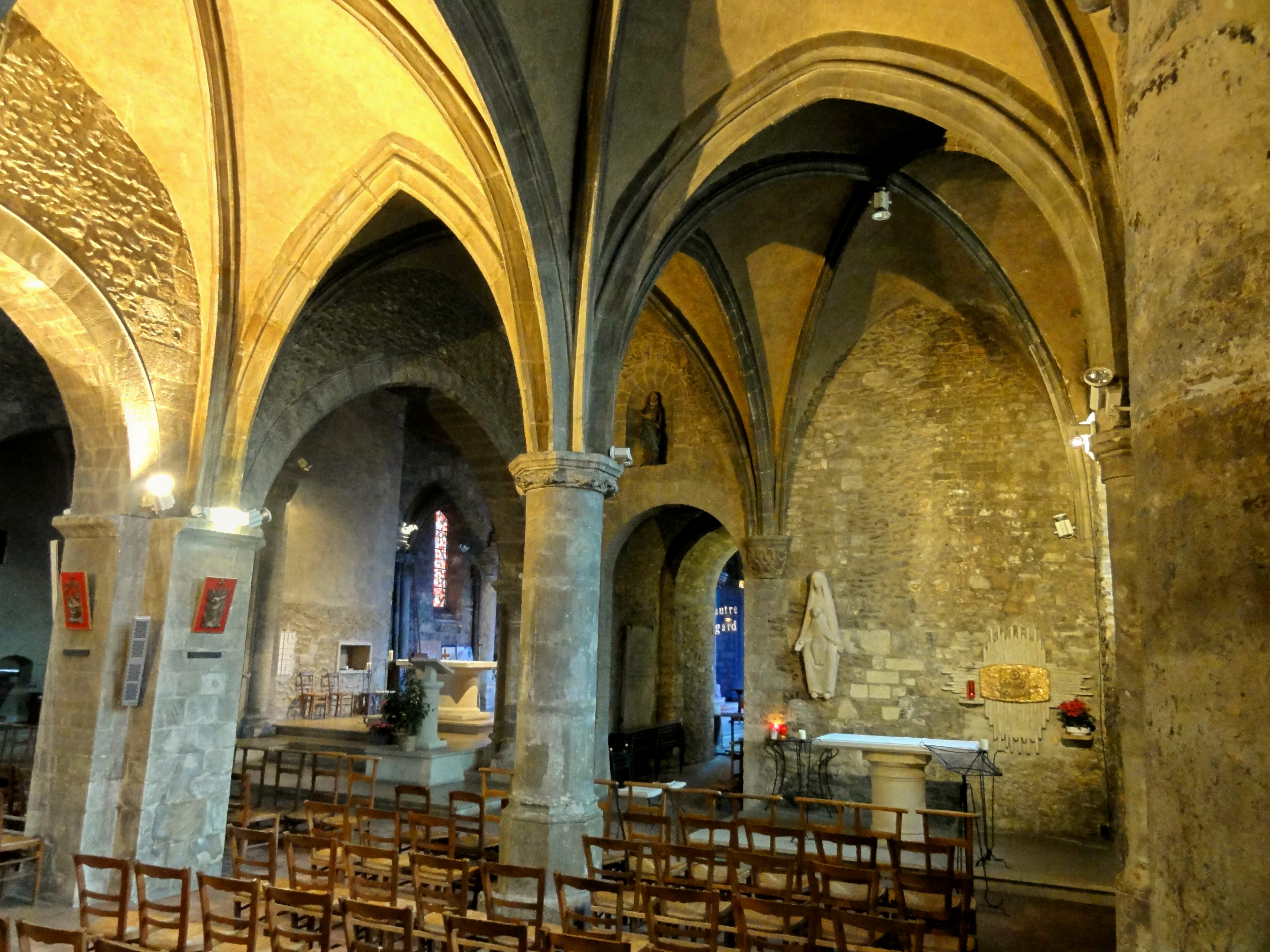
Vue vers le nord-est.
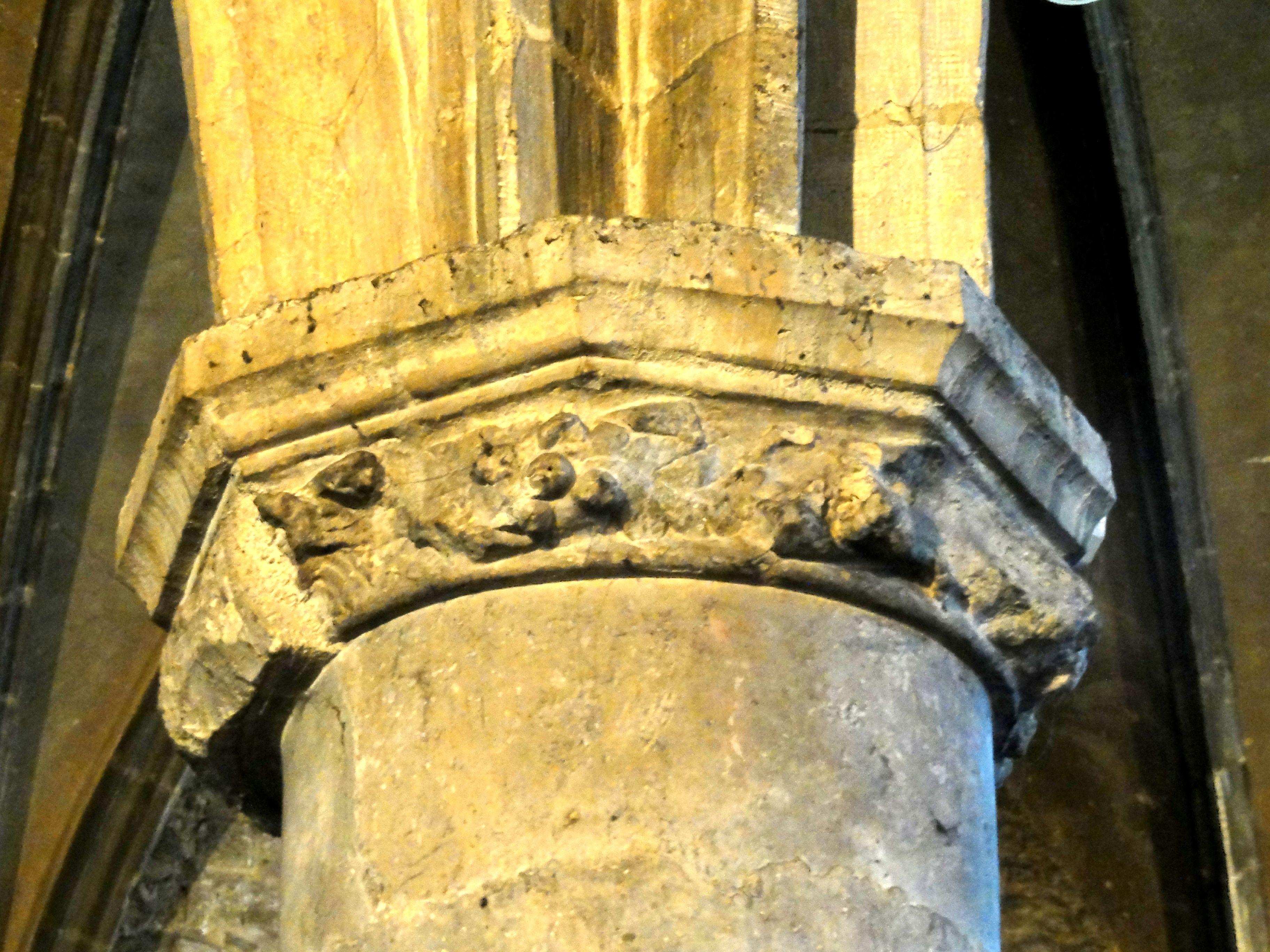
Frise du 2e pilier isolé.
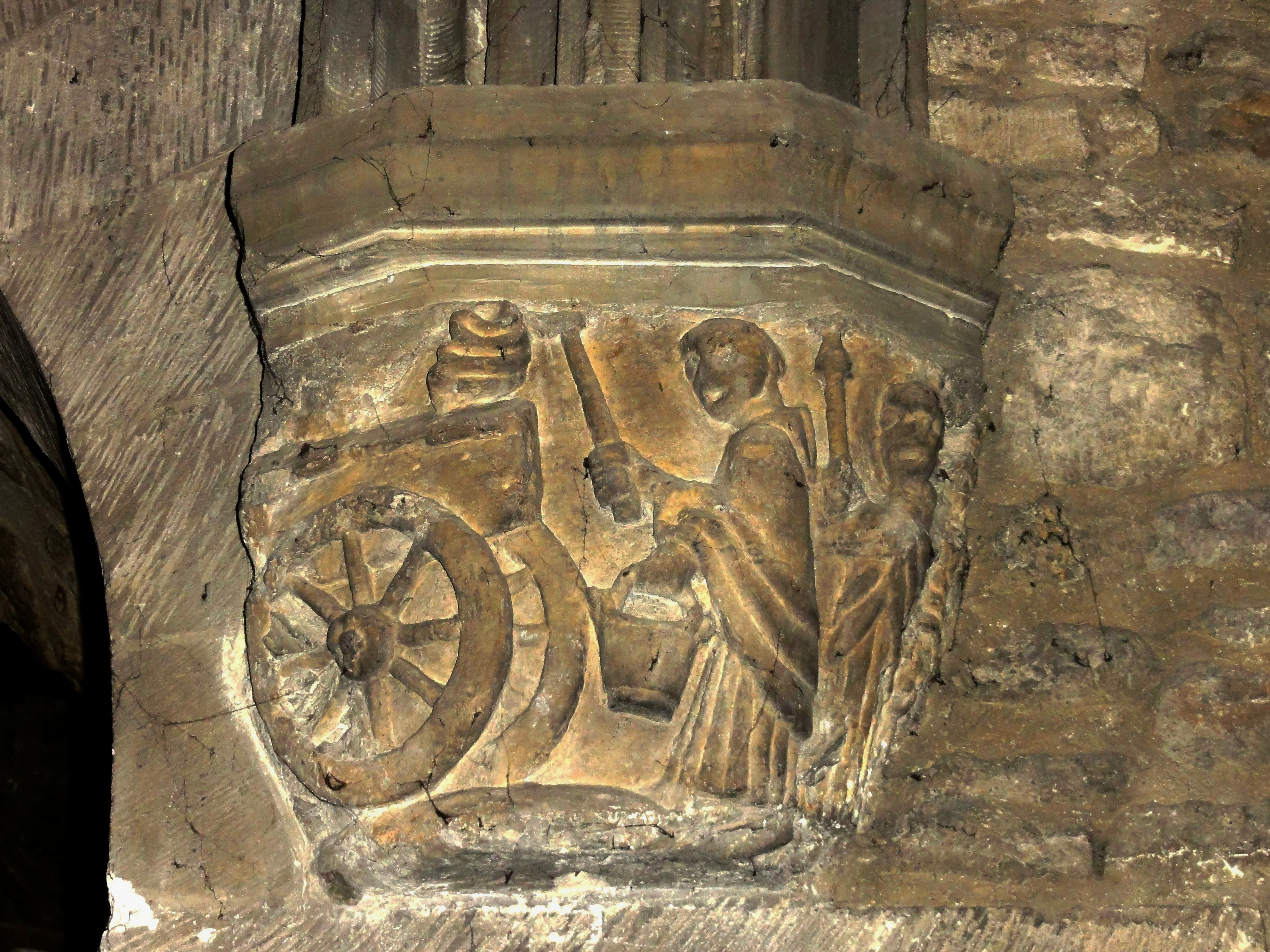
Translation des reliques.

#### Croisée du transept et croisillon nord

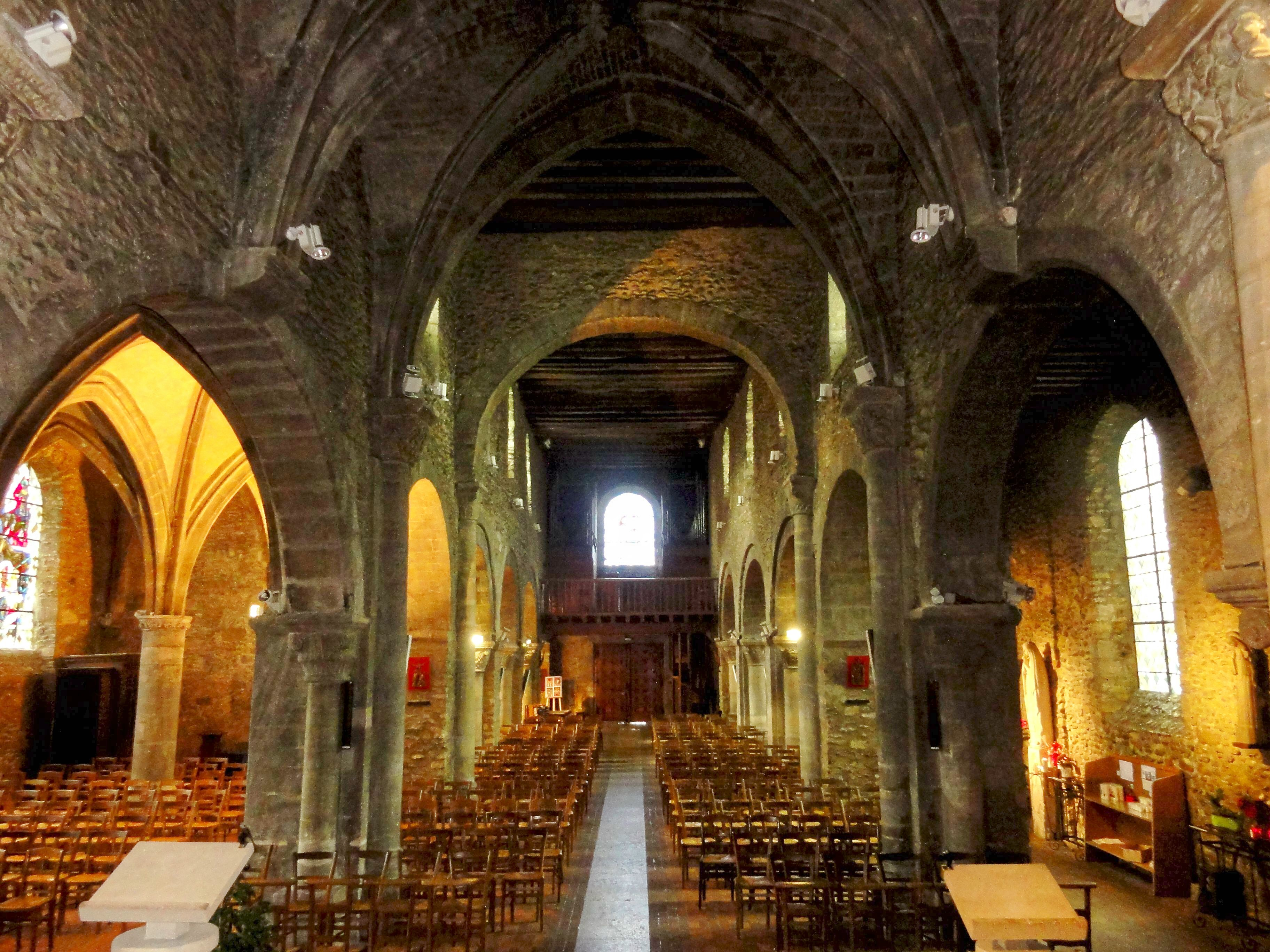
Croisée, vue vers l'ouest.

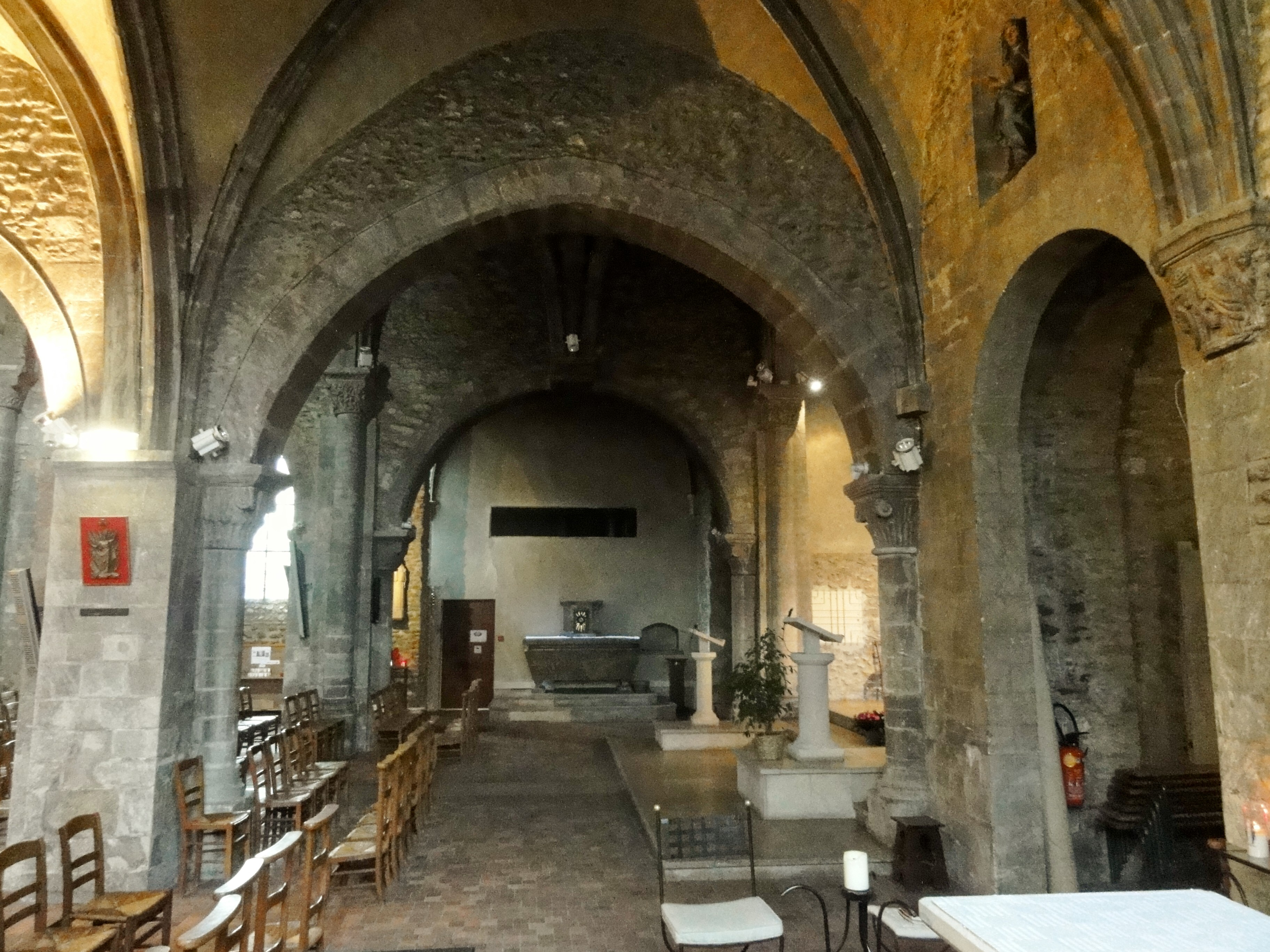
Transept, vue sud-nord.

La croisée du transept a conservé ses deux voûtes de la fin du XVe siècle, qui, contrairement à celles de la chapelle sud, n'ont pas été enduites. Avec la première travée du chœur, la croisée est ainsi la partie la plus sombre de l'église. Si le regard se tourne vers le fond du chœur, où un grand crucifix semble flotter dans l'air devant le rideau de lumière tamisé émanant des fenêtres du déambulatoire, le contraste est saisissant. Le croisillon sud n'existe plus, et l'extrémité nord du croisillon nord aurait été soustrait à ce dernier par un mur moderne afin de l'intégrer dans la sacristie. La configuration initiale du transept avec des croisillons plus bas que la croisée et des absidioles orientées s'inscrit encore dans la tradition de l'architecture carolingienne. Le sommet des arcades vers les croisillons, qui sont en plein cintre et à simple rouleau, est situé à peu près à la même hauteur que les chapiteaux des arcades occidentale et orientale. Les deux voûtes ont été insérées à l'intérieur de la croisée, puisque les consoles recevant leur doubleau intermédiaire se situent directement au-dessus du sommet des arcades vers les croisillons. La croisée a donc perdu en hauteur, alors que dans l'abbatiale de Morienval qui possédait un transept analogue, l'on a jeté une seule voûte au-dessus de la croisée. Les arcades basses ont conservé leur chapiteaux d'origine, qu'André Lapeyre trouve un peu plus frustes que ceux de la nef, signe que la croisée est légèrement plus ancienne que la nef, conformément à l'attente. Elle a sans doute été terminée vers la fin du XIe siècle ou au tout début du XIIe siècle. Comme déjà évoquée, les piles se sont avérées trop faibles et ont dû être remplacées dès les années 1130. Les arcades trop largement ouvertes de l'abbatiale de Morienval se sont écroulées peu de temps avant. Dans l'église Saint-Pierre-aux-Liens de Chivy-lès-Étouvelles dont le transept remonte également au XIe siècle, les colonnes jumelles supportant les arcades vers les croisillons ont dû être remplacées un siècle plus tard. Les demi-colonnes recevant les deux nouvelles arcades de l'église de Deuil s'adossent à des pilastres, ce qui n'est pas le cas ailleurs dans l'église. La forme actuelle en tiers-point provient d'un remaniement au moment du voûtement de la croisée,,.
Surtout, leurs chapiteaux sont historiés, et contrairement aux chapiteaux historiés plus archaïques d'autres églises romanes de la région, les scènes représentées ne font pas de doute dans trois cas sur quatre, et l'on n'observe pas de monstres. Le chapiteau qui fait exception se situe au sud de l'arcade vers le chœur. Son tailloir montre un double rang de triangles en creux, et la corbeille est uniquement garnie de masques et de rinceaux. Sa signification reste hermétique, mais un chapiteau similaire existe dans la basilique Saint-Martin d'Ainay de Lyon. Le chapiteau en face au nord montre Daniel dans la fosse aux lions, représentées avec des têtes humaines, et qu'il tient par la queue. Ces lions sont exécutées avec une certaine maladresse. Sous l'arcade côté nef, l'on voit au sud la scène où Caïn est en train de tuer son frère Abel. « À droite, Caïn, jambes fléchies, présente une gerbe, soutenue par un voile, à une tête de démon. Cette tête, qui remplace la volute habituelle des chapiteaux, sépare ce tableau de la scène centrale, où Abel, les jambes également fléchies, offre de la même manière une tête d'agneau ; au-dessus, la main divine. Puis Abel reçoit un coup de gourdin de son frère, qui est figuré sur le côté gauche du chapiteau » (André Lapeyre). En face au nord, le chapiteau du péché originel ou de la Tentation d'Ève est une réplique moderne. Au milieu, l'on voit Adam et Ève avec le serpent enroulé autour d'un arbre. À gauche arrive un ange portant une épée pour chasser les deux coupables du paradis, et à droite, un oiseau dévore un serpent. Les chapiteaux historiés de Deuil (sauf celui avec les masques) ont un air de parenté avec ceux de la crypte de Saint-Denis, mais la composition et le modèle font preuve de davantage d'ampleur. L'on suppose que les tailleurs de pierre ayant travaillé à Saint-Denis sont venus ensuite à Deuil pour sculpter les nouveaux chapiteaux. Par la recherche des proportions et le calme des personnages, ils présagent la sculpture gothique,.

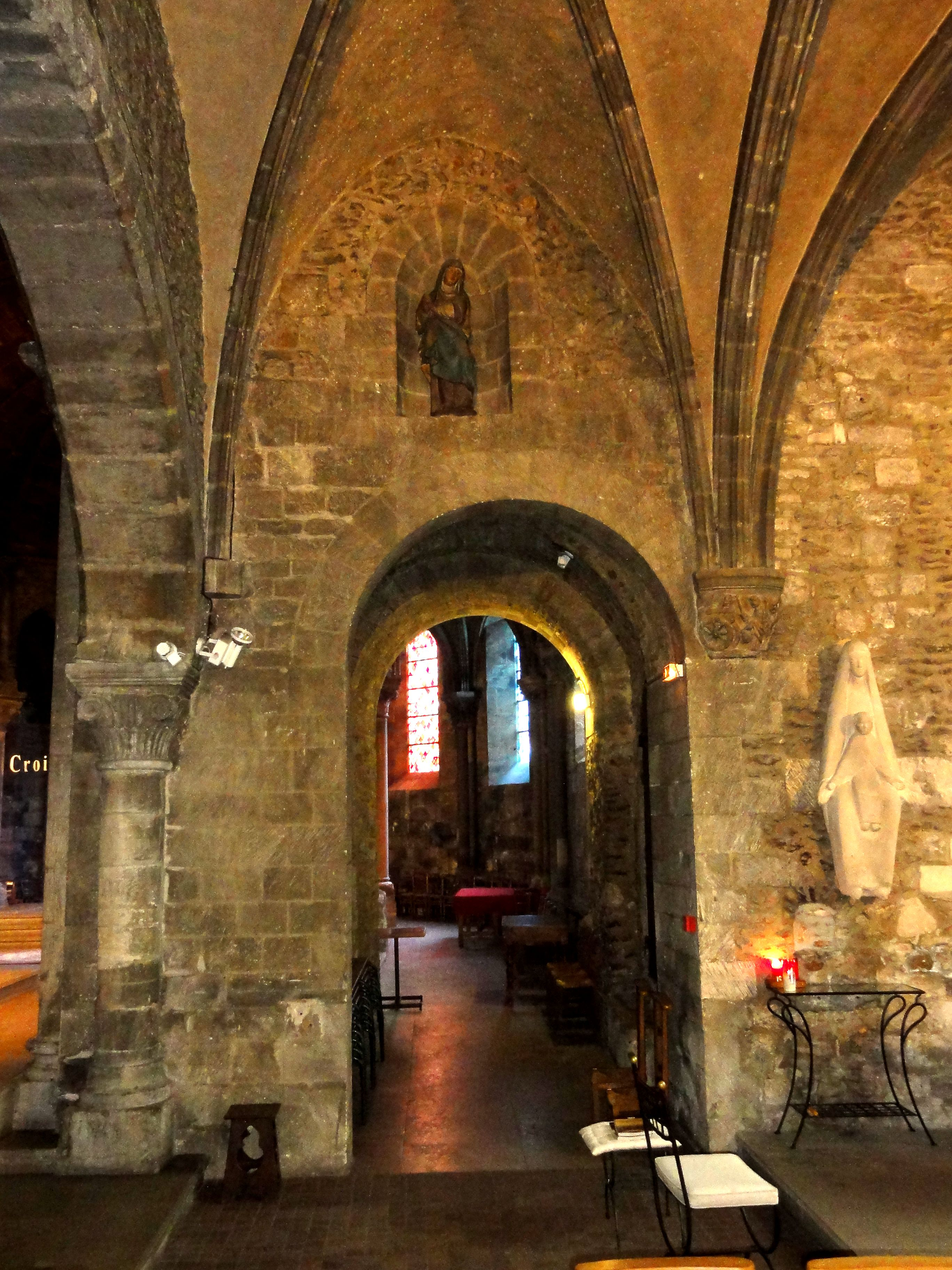
Croisillon sud, côté est.
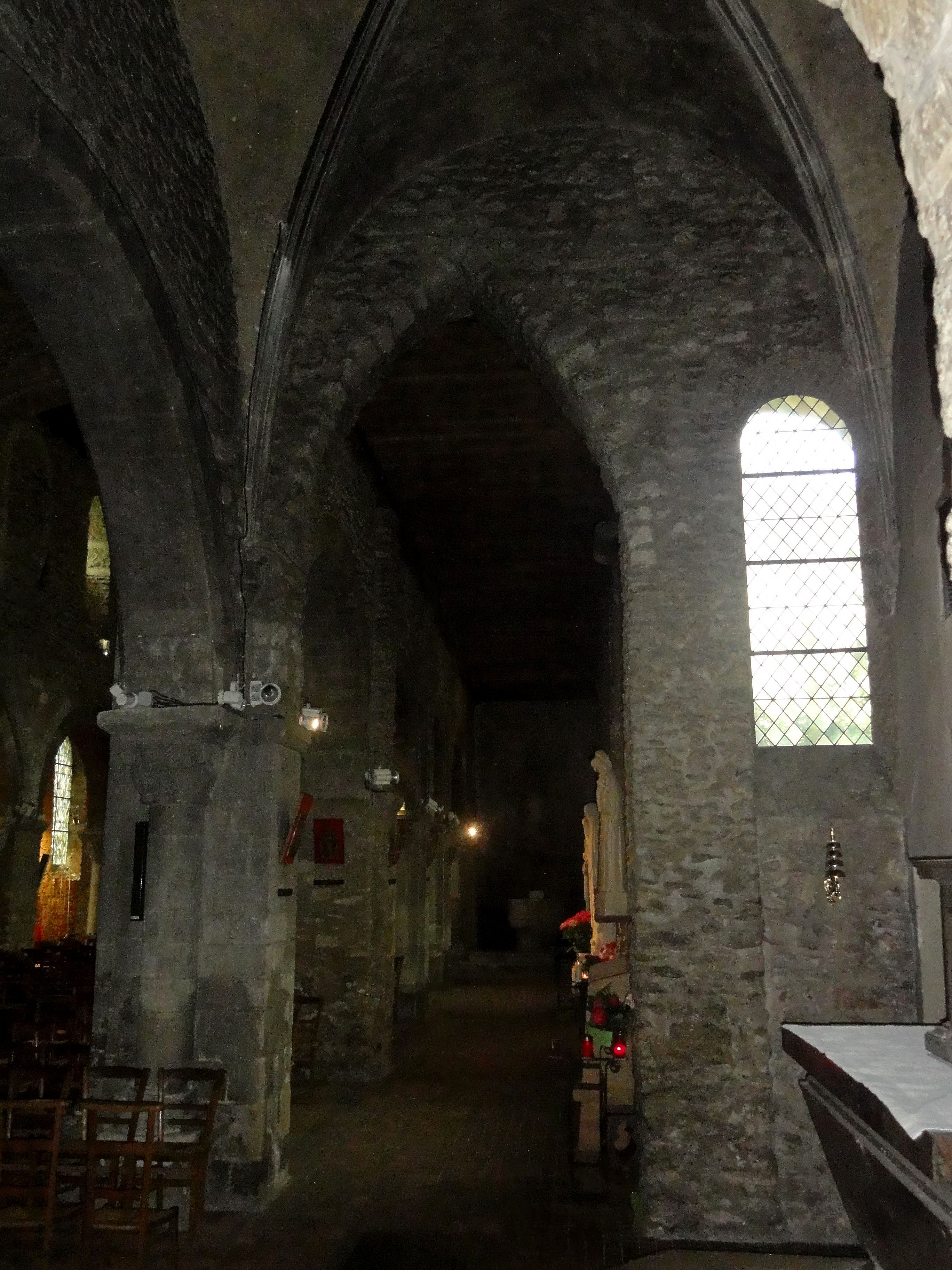
Croisillon nord, côté ouest.
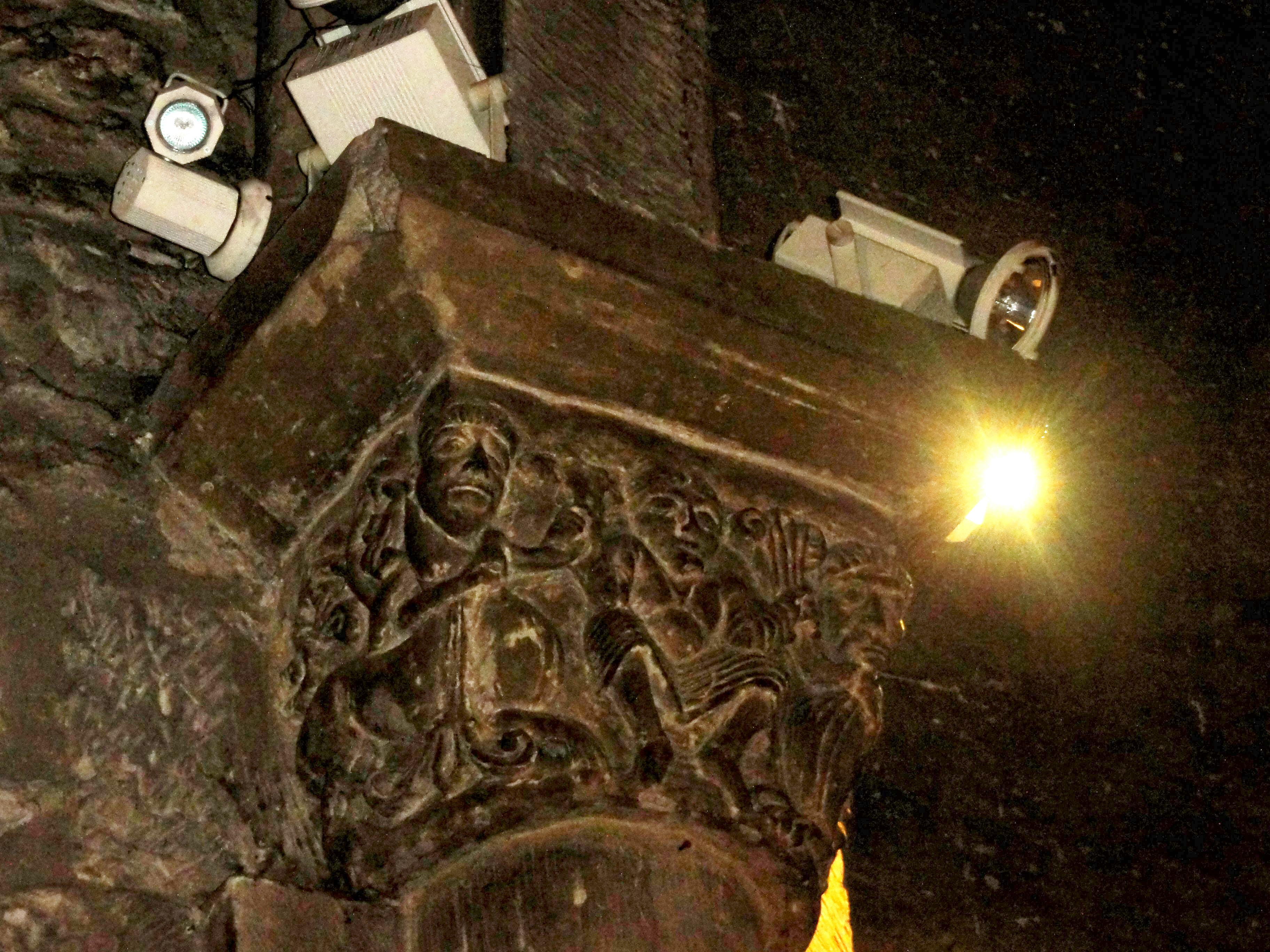
Daniel dans la fosse aux lions.
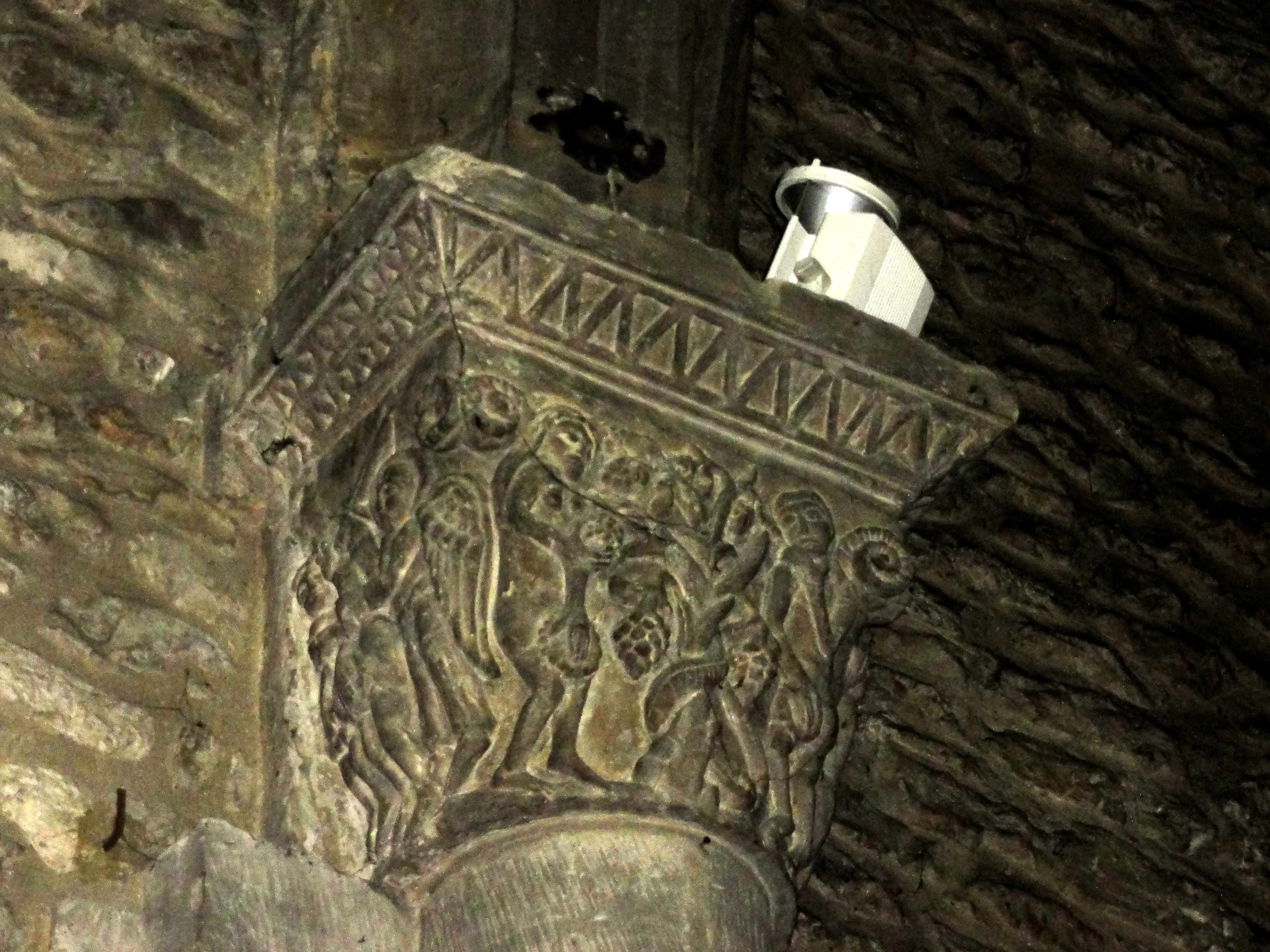
Adam et Ève.
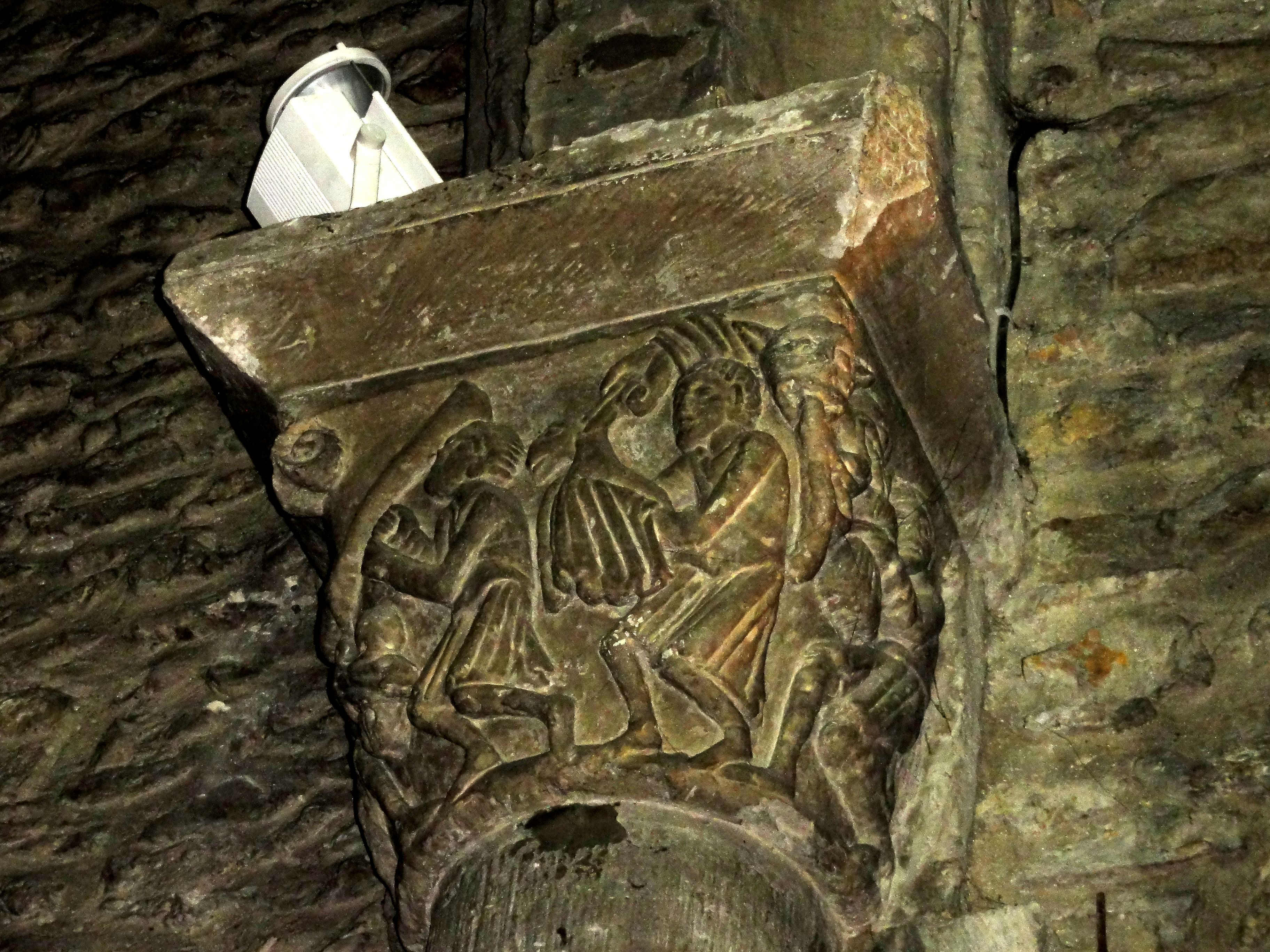
Caïn et Abel.
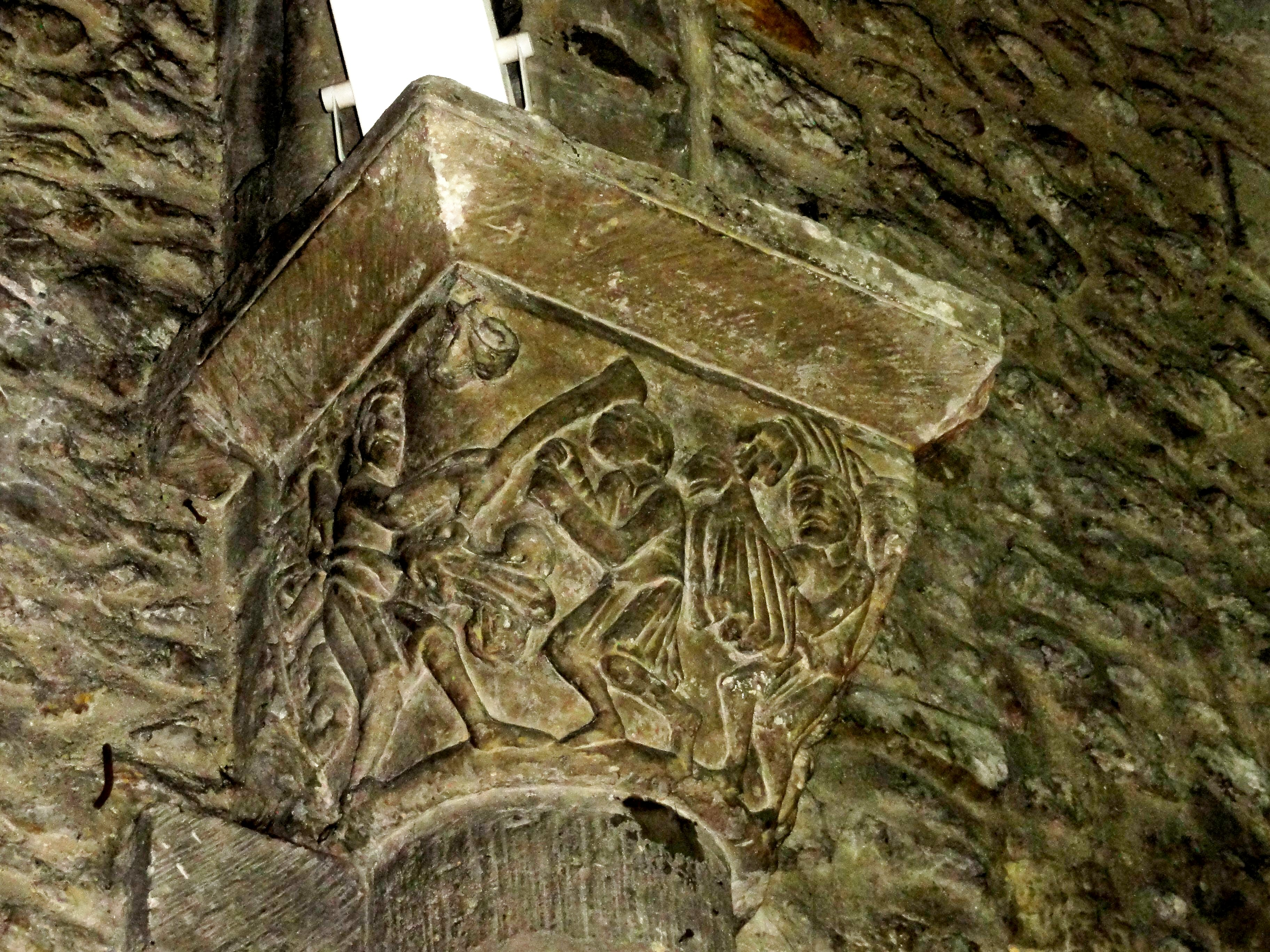
Caïn tue Abel.

#### Première travée du chœur et collatéraux

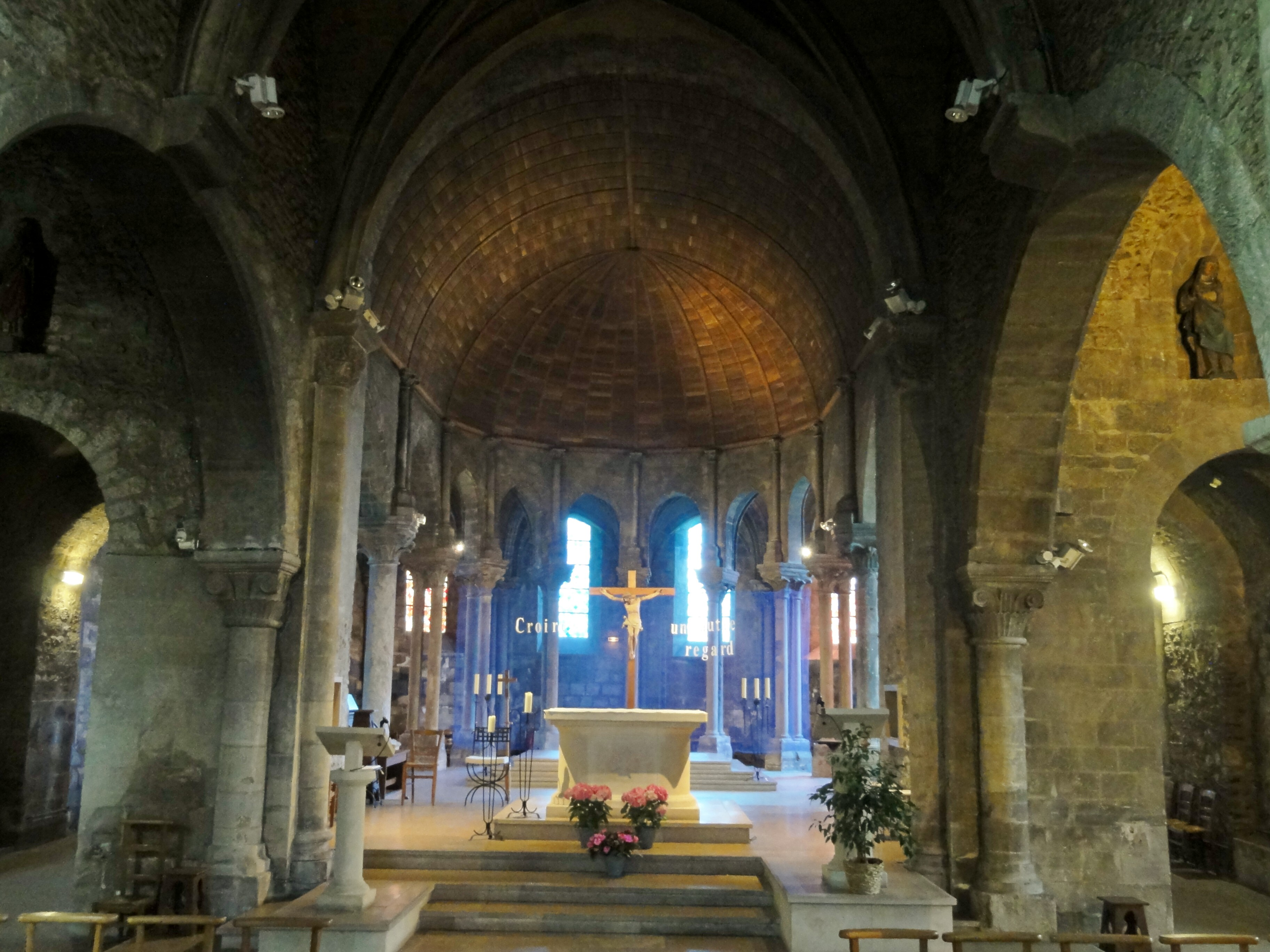
Croisée, vue dans le chœur.

La première travée du chœur est connue comme la travée obscure, car enserrée entre la base du clocher au sud et une autre travée semblable au nord, et séparée de ces travées particulières par des murs et non par des arcades. Les bases des clochers romans du XIe siècle sont souvent percées par des arcades dans le sens est-ouest seulement, et c'est donc aussi le cas à Deuil. La travée obscure, que l'on trouve aussi à Berny-Rivière, Montlevon, Morienval et Oulchy-le-Château, est toujours recouverte par une voûte en berceau. Sa vocation principale est de contrebuter le clocher. Elle est délimitée à l'ouest par l'arcade vers la croisée du transept qui retombe sur deux des chapiteaux historiés décrits, mais ne possède pas de doubleau analogue côté est et s'y arrête net. Au sud, la base du clocher a également conservé sa voûte en berceau d'origine. Vers l'est, l'on note un très large doubleau qui renforce cette voûte, le doubleau analogue au nord étant deux fois moins large. Ces doubleaux ne retombent pas sur des tablettes moulurées et encore moins sur des chapiteaux, la décoration étant entièrement absente. Ceci vaut aussi pour les arcades vers les croisillons du transept, qui sont seulement surmontées par des niches à statues. Comme déjà signalé, la première travée du collatéral nord du chœur qui fait face à la base du clocher est recouverte d'une voûte d'arêtes qui ne date pas d'origine, et André Lapeyre pense encore identifier les amorces de la voûte en berceau initiale. Les voûtes d'arêtes sous les clochers n'apparaissent en effet pas avant le début du XIIe siècle. Ni la voûte d'arêtes actuelle, ni la voûte en berceau initiale, ni la tourelle d'escalier au nord prouvent suffisamment l'existence d'un second clocher au nord, mais il faut tout au moins admettre que le projet initial prévoyait deux clochers, et comme à Rhuis, la question si le clocher a été construit reste en suspens,,.

#### Chœur gothique, collatéraux et déambulatoire

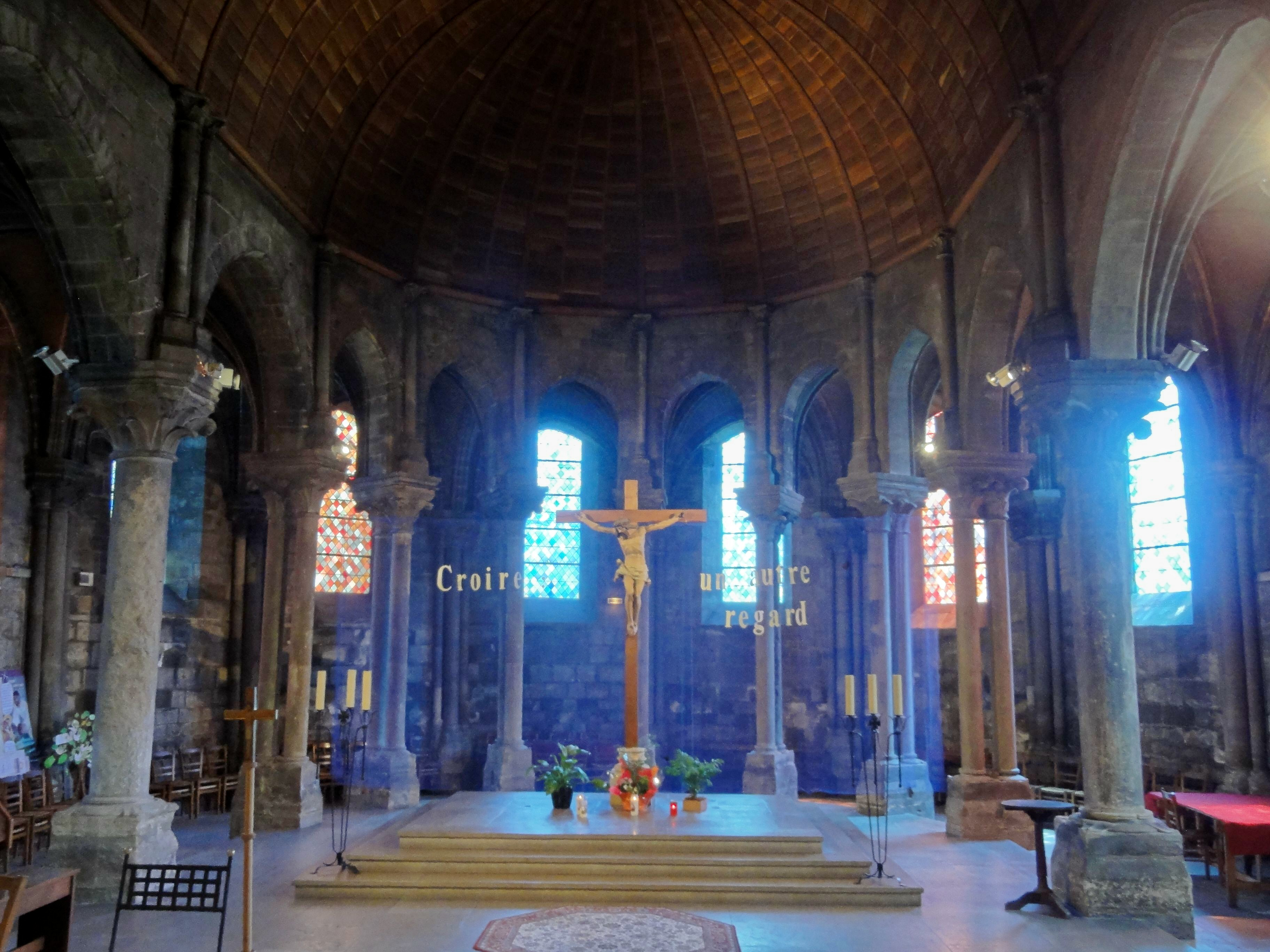
Intérieur du chœur gothique.

L'esthétique du chœur ne souffre pas de l'absence de voûte en pierre, car l'actuel plafond lambrissé qui date de la reconstruction d'après-guerre épouse la forme d'une voûte en berceau pour la première travée, et d'une voûte en cul-de-four pour l'abside. Par l'imitation du voûtement roman par les formes, mais pas le matériau, une élégante solution a été trouvée pour marier l'église romane à son chœur gothique. L'interposition de la travée sombre entre les parties romanes et le chœur contribue également à éviter une impression de rupture de style. Pourtant, les lourdes arcades de la nef et les gracieuses arcades du déambulatoire sont stylistiquement on ne peut plus éloignées. D'autre part, la modestie et la concentration sur l'essentiel qui caractérisent la nef romane et le transept se poursuivent d'une certaine façon dans le chœur, qui renonce lui aussi à tout effet ostentatoire : il n'y a pas de triforium et pas de fenêtres hautes. La hauteur reste donc tout à fait modeste. Au lieu d'opter pour une élévation vertigineuse symbolisant le rapprochement avec Dieu que l'on imagine au ciel, le maître d'œuvre a privilégié la création d'une ambiance intimiste, qui favorise la concentration sur la célébration eucharistique pour rappeler la présence du Christ au sein de l'église même, et parmi les fidèles, sous la forme du pain devenu le Corps du Christ. Du Chesne et al. comptent douze travées du déambulatoire ce qui correspond au nombre des Douze Apôtres, mais en retranchant la base du clocher et sa travée analogue au nord, l'on arrive à dix grandes arcades seulement, dont quatre pour la partie droite et six pour le chevet.
Ces arcades étroites ont une ouverture de 2,60 m et retombent sur deux colonnettes jumelles qui se partagent les bases et tailloirs, et dont les chapiteaux de feuillages sont en fusion. L'on trouve aussi des colonnettes jumelles au nord de la seconde travée du chœur de Gonesse, ce qui n'est pas étonnant puisque cette église dépendait de Deuil. Vers le chœur, les tailloirs supportent une courte colonnette unique dont le chapiteau se situe à la naissance de la voûte de bois. Les arcades de la première travée du chœur reposent chacune sur deux colonnes uniques, et leurs tailloirs supportent quant à eux deux colonnettes identiques. La vocation de ces supports du second ordre devait être de recevoir la retombée des ogives des potentielles voûtes du vaisseau central du chœur, à moins qu'il s'agit d'une disposition purement décoratif. Tout au moins, le niveau des chapiteaux du second ordre prouve que la construction d'un étage de fenêtres hautes n'était pas prévue. Seulement les collatéraux et le déambulatoire ont été voûtés. Le long des murs, les ogives, doubleaux et formerets retombent sur des faisceaux de trois colonnettes, dont les chapiteaux présentent des crochets moins vigoureux que sous les grandes arcades. Leurs tailloirs sont eux aussi réunis. Ce déambulatoire est assez conventionnel, abstraction faite de l'absence de chapelles rayonnantes que l'on rencontre dans un petit nombre d'autres églises, dont celle de Gonesse déjà mentionnée, et l'église Sainte-Marie-Madeleine de Domont (où une chapelle d'axe a été ajoutée à l'époque moderne). Dans son ensemble, Mathieu Lours qualifie le chœur de Deuil de chef-d'œuvre de légèreté et d'harmonie,,.

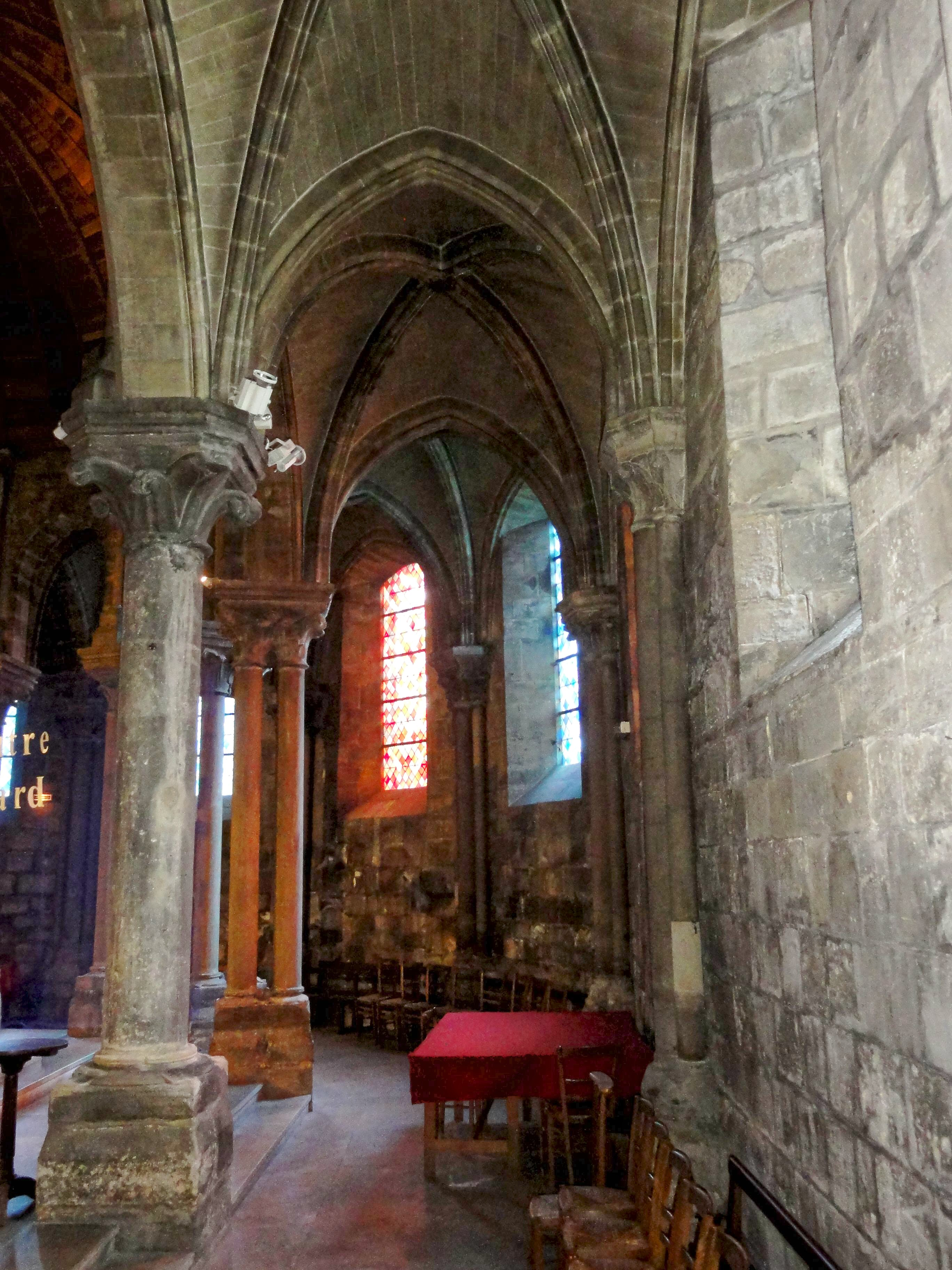
Collatéral sud.
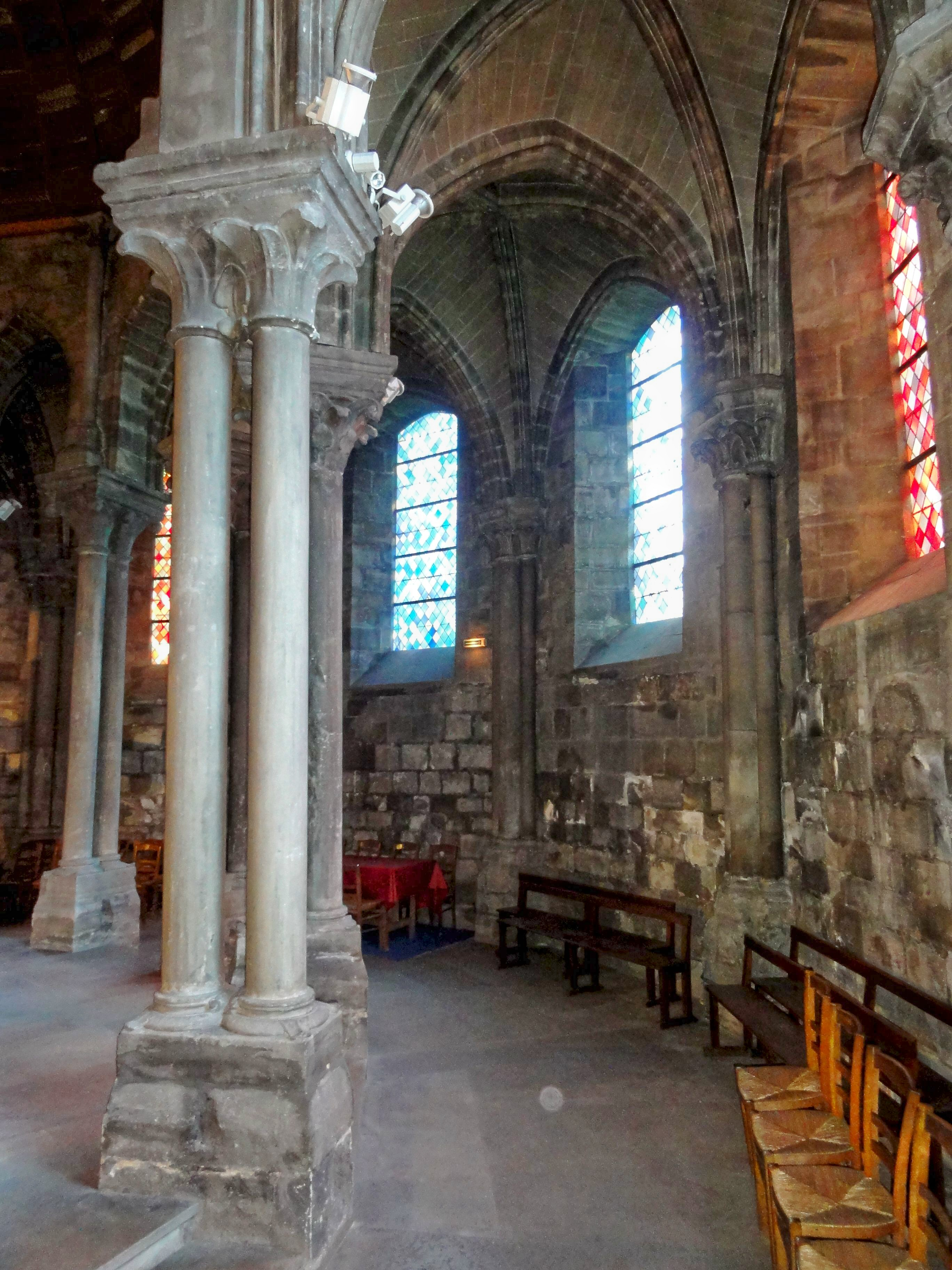
Déambulatoire, côté sud.
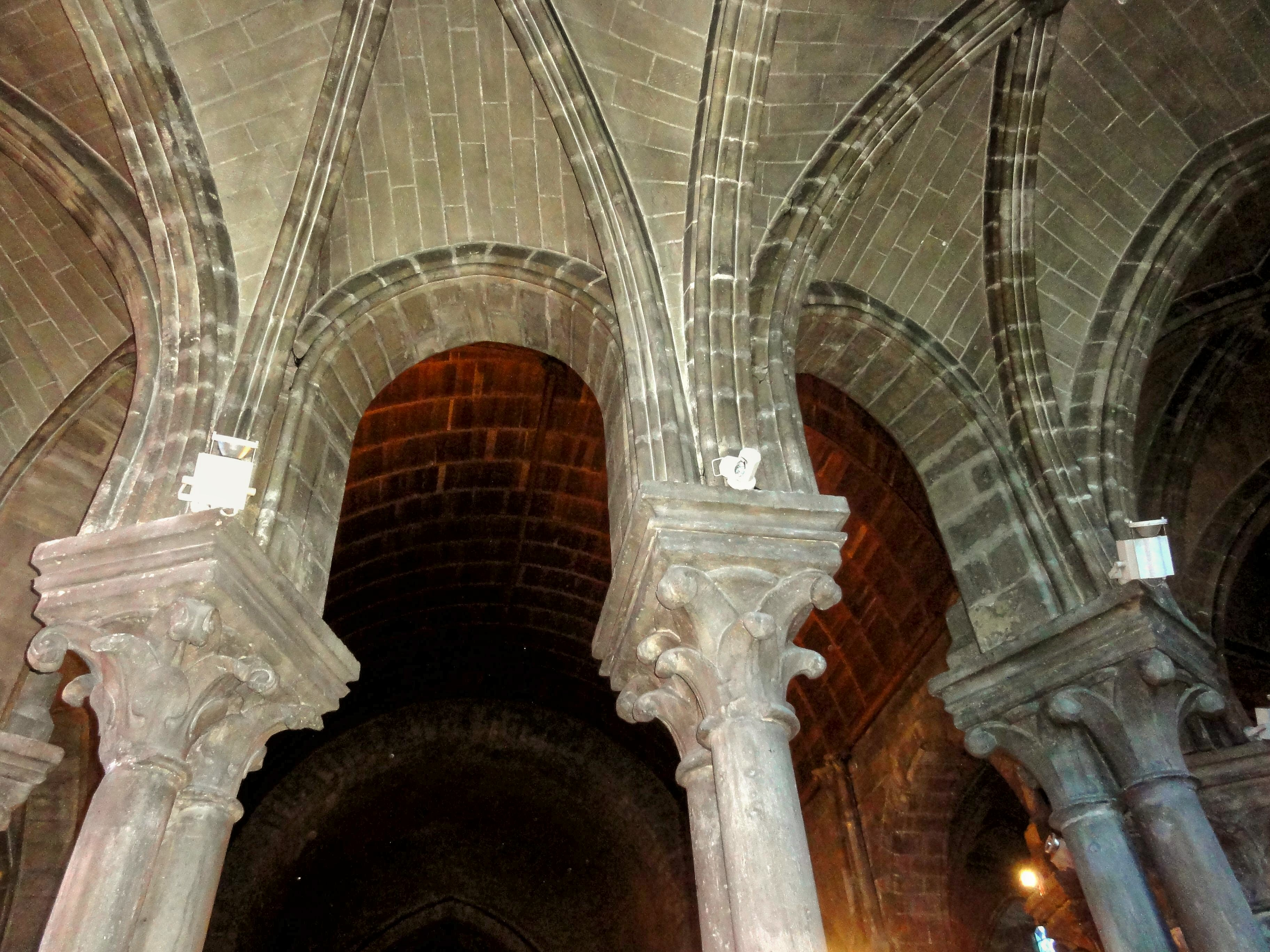
Voûte du déambulatoire.
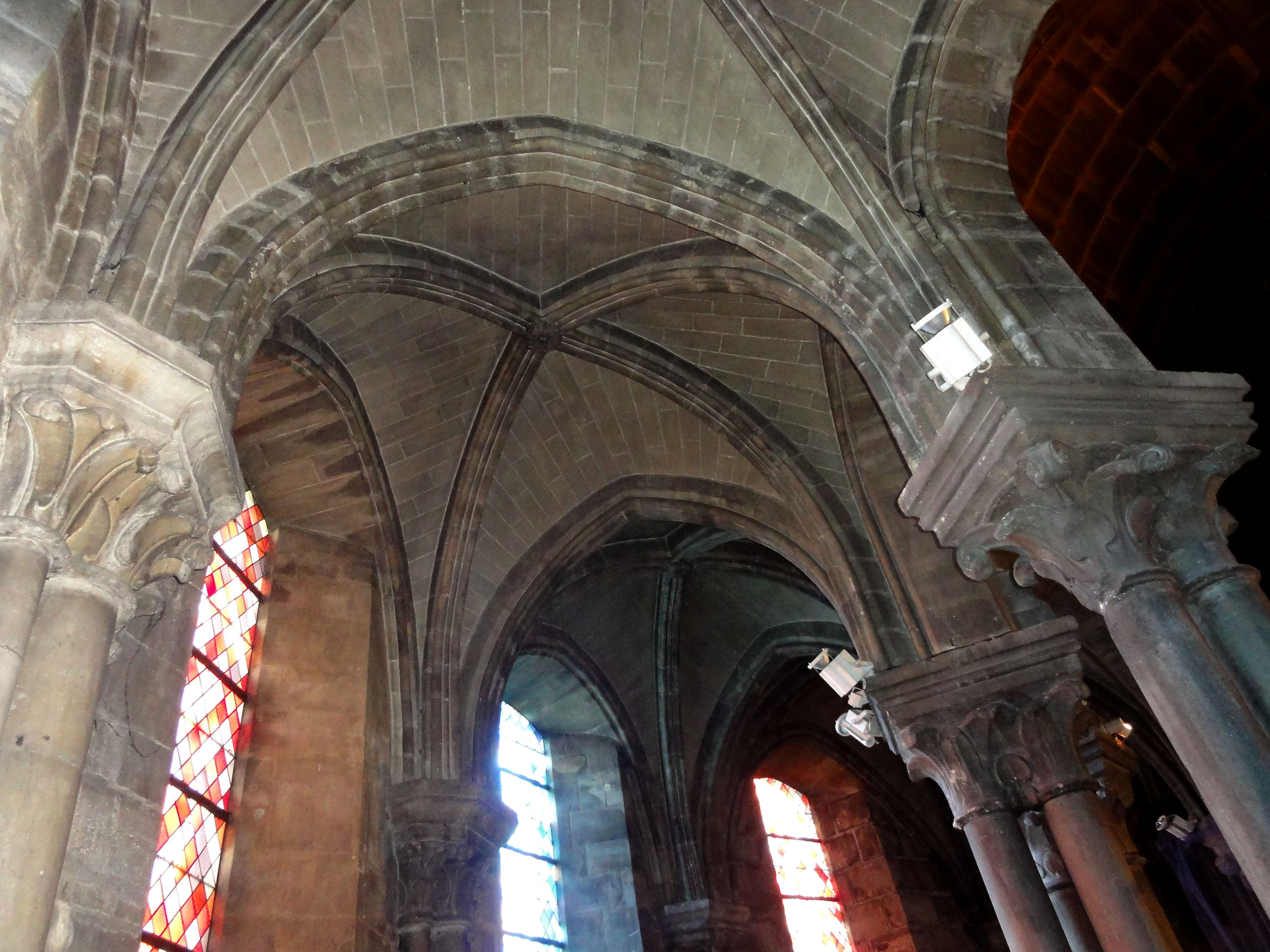
Voûte du déambulatoire.
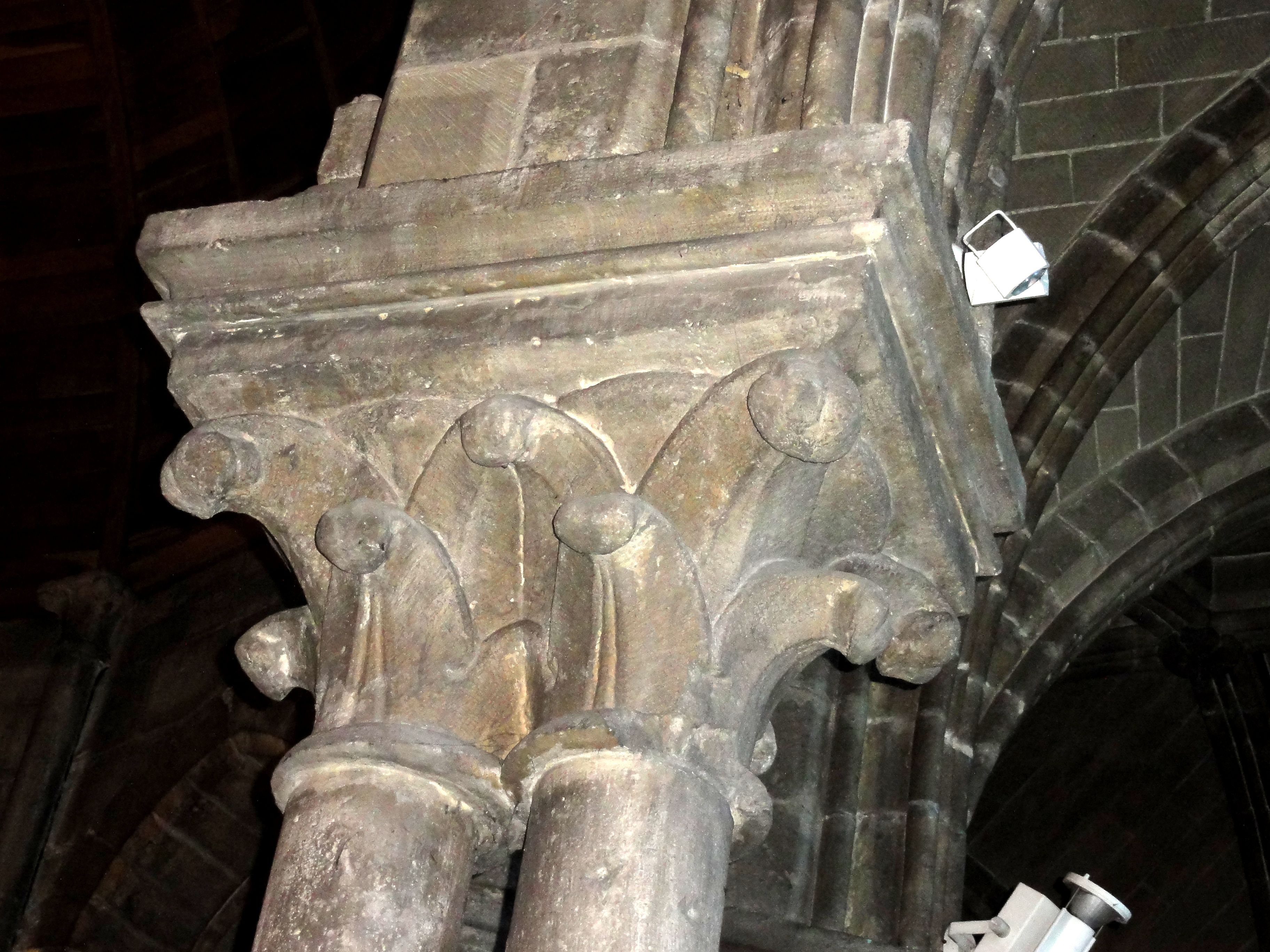
Chapiteaux du déambulatoire.
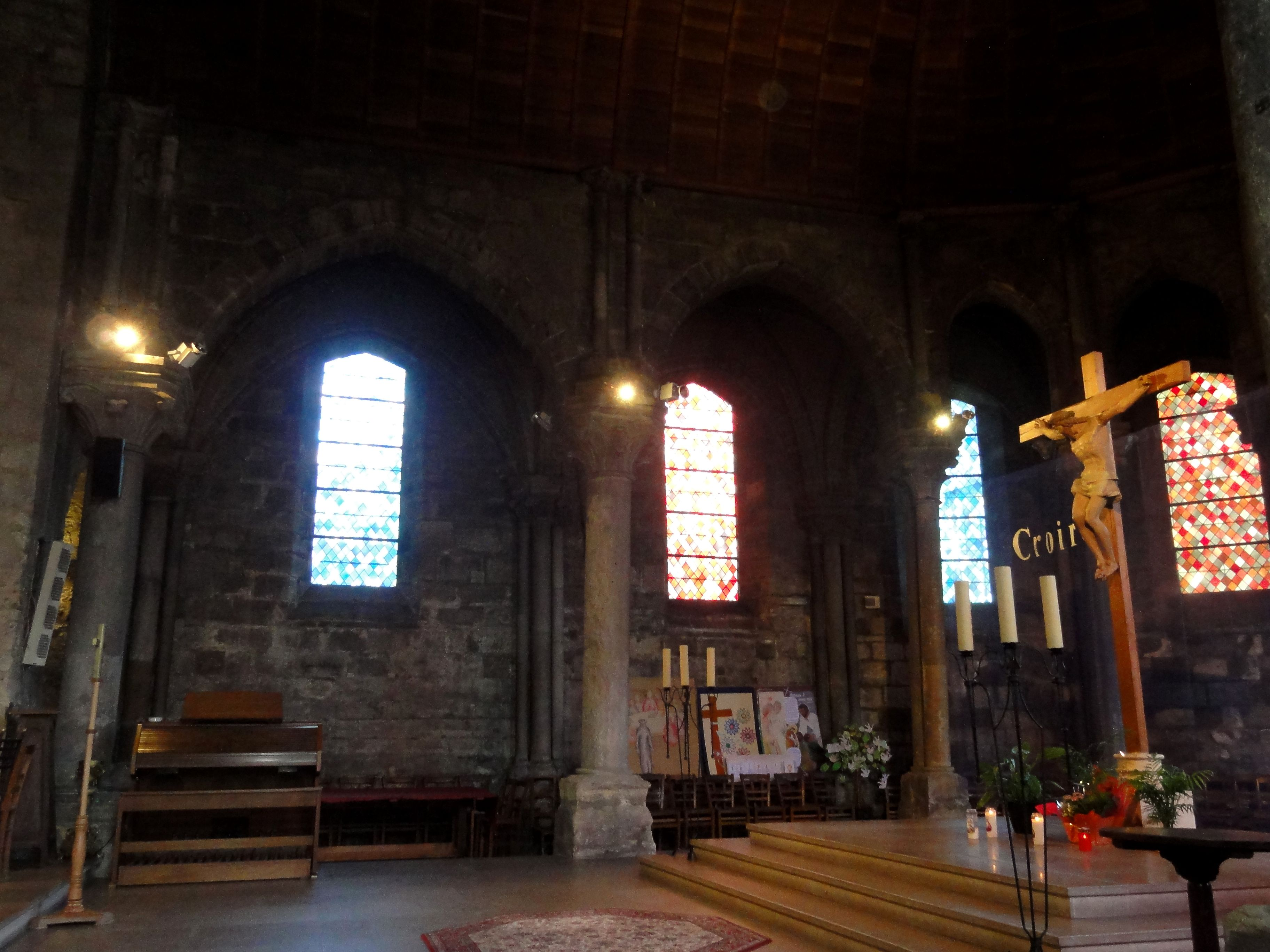
Grandes arcades au nord.

## Mobilier

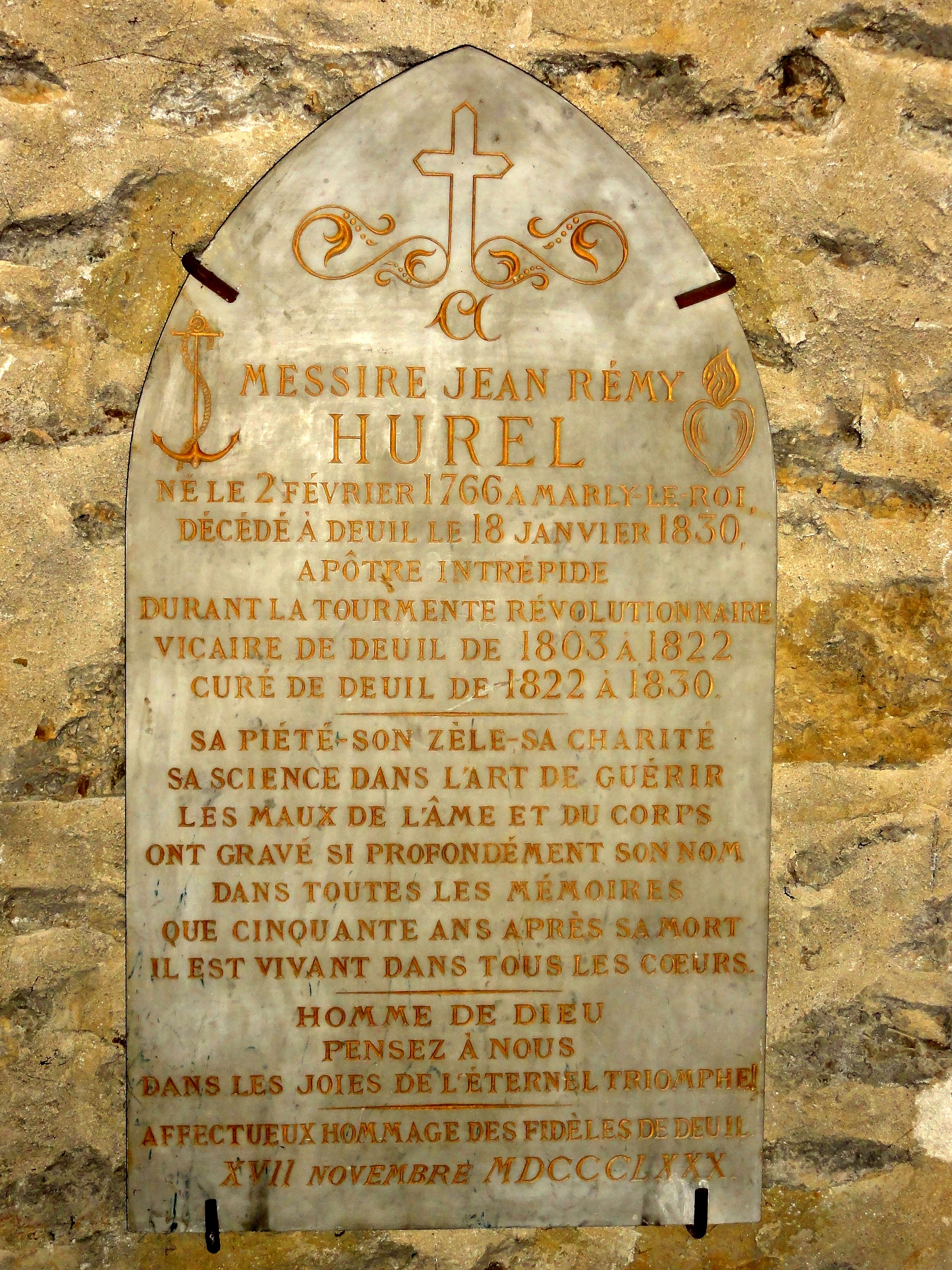
Plaque commémorative pour le curé Jean Rémy Hurel.

L'église ne renferme qu'un seul élément du mobilier classé monument historique au titre objet. Il s'agit d'une cloche en bronze de 1758. L'on peut également signaler les fonts baptismaux, au début du bas-côté nord ; la dalle tumulaire de dame Marguerite La Croix, veuve de l'écuyer Charles Hotman, morte en 1621 ; et une plaque commémorative pour le curé Jean Rémy Hurel, né en 1766 à Marly-le-Roi et mort en 1830 à Deuil. Il s'est distingué par son courage pendant la Révolution française, mais également par sa piété, son zèle, sa charité, son art de guérir les maux de l'âme et du corps, si bien que cinquante ans après sa mort, sa mémoire reste toujours vivante. C'est en 1880 en effet que les paroissiens ont offert la plaque. Sinon, très peu de mobilier a survécu à la catastrophe d'août 1944, mais l'église a été enrichie de quelques statues modernes, et un remarquable Christ en croix est accroché au-dessus du portail latéral du bas-côté sud.